# Arte gótico

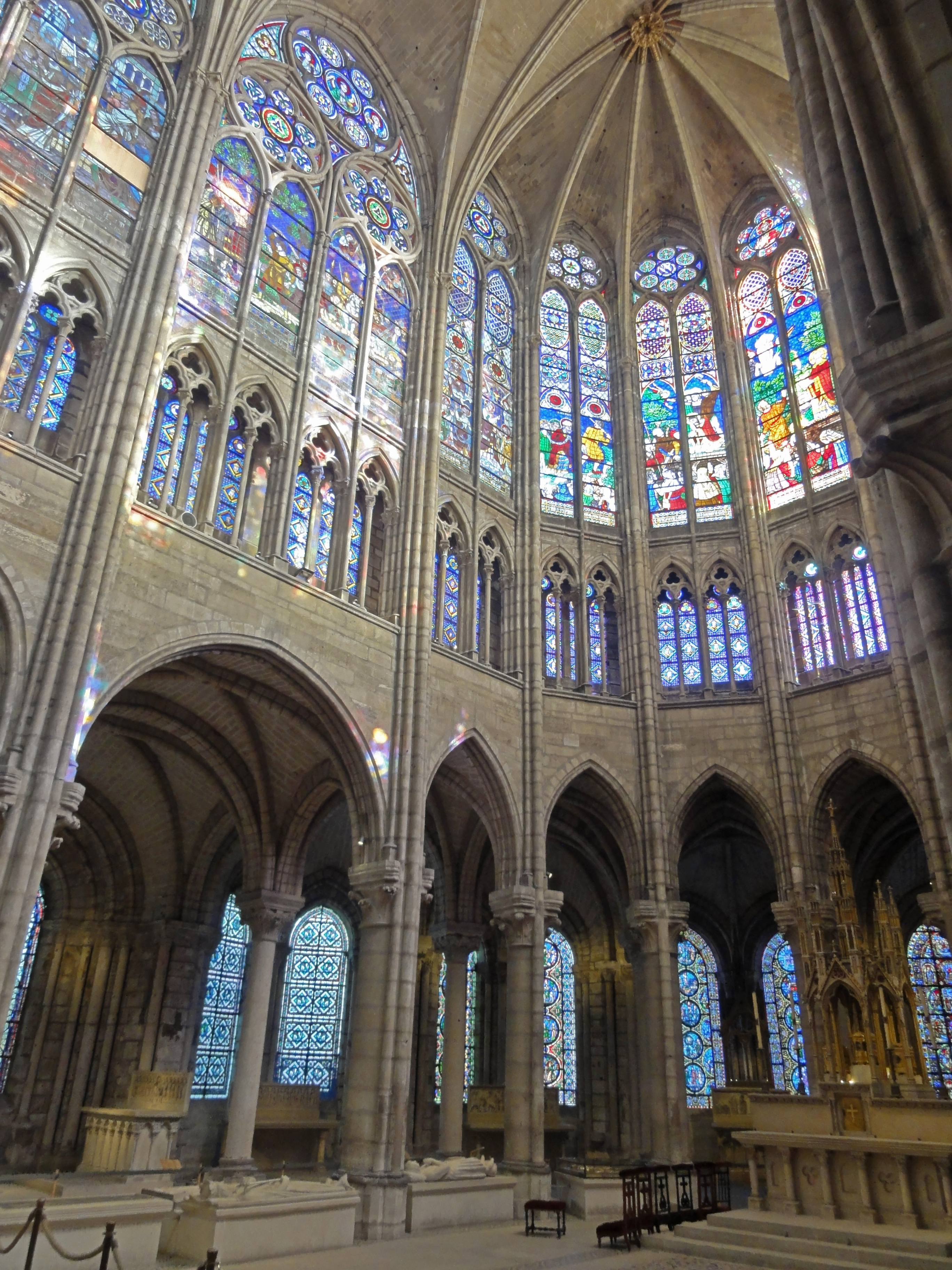
Ábside de la basílica de San Dionisio, cuna del gótico, en París.

Arte gótico es la denominación historiográfica dado al movimiento artístico que se extendió por Europa occidental durante la Edad Media tardía, desde mediados del siglo XII, con la reforma de la iglesia de la abadía de Saint-Denis (1140-1144), cerca de París, y que se prolongó hasta la llegada  del arte renacentista (siglo XV para Italia), y hasta bien entrado el siglo XVI en muchos lugares. Se trata de un amplio período artístico, que surge en el norte de Francia y se expande por todo Occidente. Según los países y las regiones, se desarrolla en momentos cronológicos diversos, ofreciendo en su amplio desarrollo diferenciaciones profundas: más puro en Francia (siendo bien distinto el de París y el de Provenza), más horizontal y cercano a la tradición clásica en Italia (aunque al norte se acoge uno de los ejemplos más paradigmáticos, como la catedral de Milán), con peculiaridades locales en Flandes, Alemania, Inglaterra y España.
Durante la época de esplendor del gótico, la pintura y la escultura comenzaron a independizarse de la subordinación al soporte arquitectónico que existía en el arte románico.

## Contexto histórico
El arte gótico propiamente dicho coincide en el tiempo con la Plena Edad Media y la crisis del siglo XIV.
Si su predecesor, el arte románico, reflejaba una sociedad ruralizada de guerreros y campesinos, el gótico coincide con el resurgimiento de las ciudades, donde se desarrollaron la burguesía y las universidades, y con la aparición de nuevas órdenes religiosas (monásticas como los cistercienses y mendicantes como los franciscanos y los dominicos). También se acentuaron los conflictos y la disidencia (revueltas populares, herejías, desarrollo y crisis de la escolástica, Cisma de Occidente); culminando en los pavorosos espectáculos de la peste negra y la guerra de los Cien Años, un mundo tan cambiante que solo puede entenderse en términos de una mutación fundamental (para la historiografía materialista, la transición del feudalismo al capitalismo).

## Arquitectura gótica

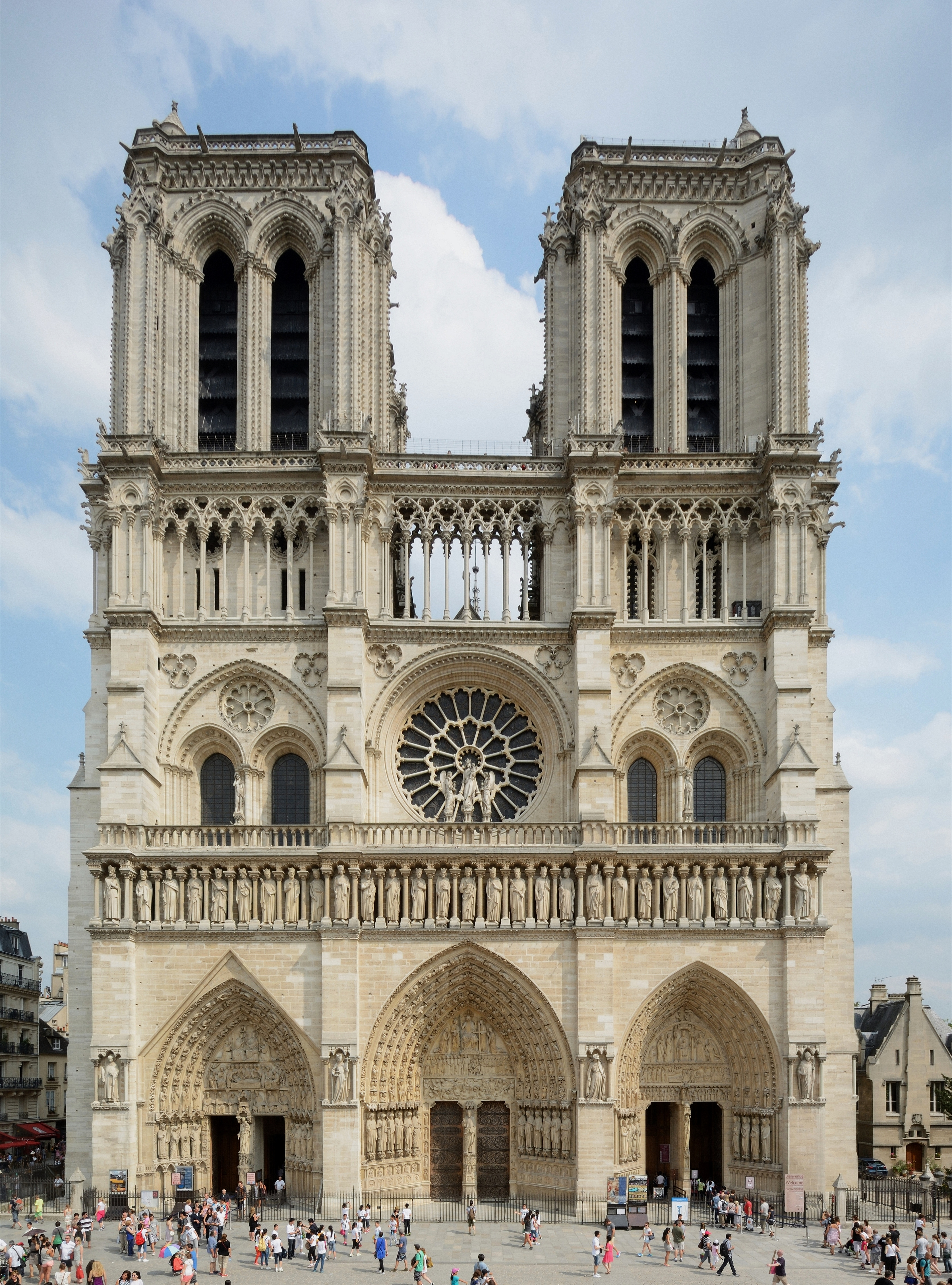
Catedral de París.

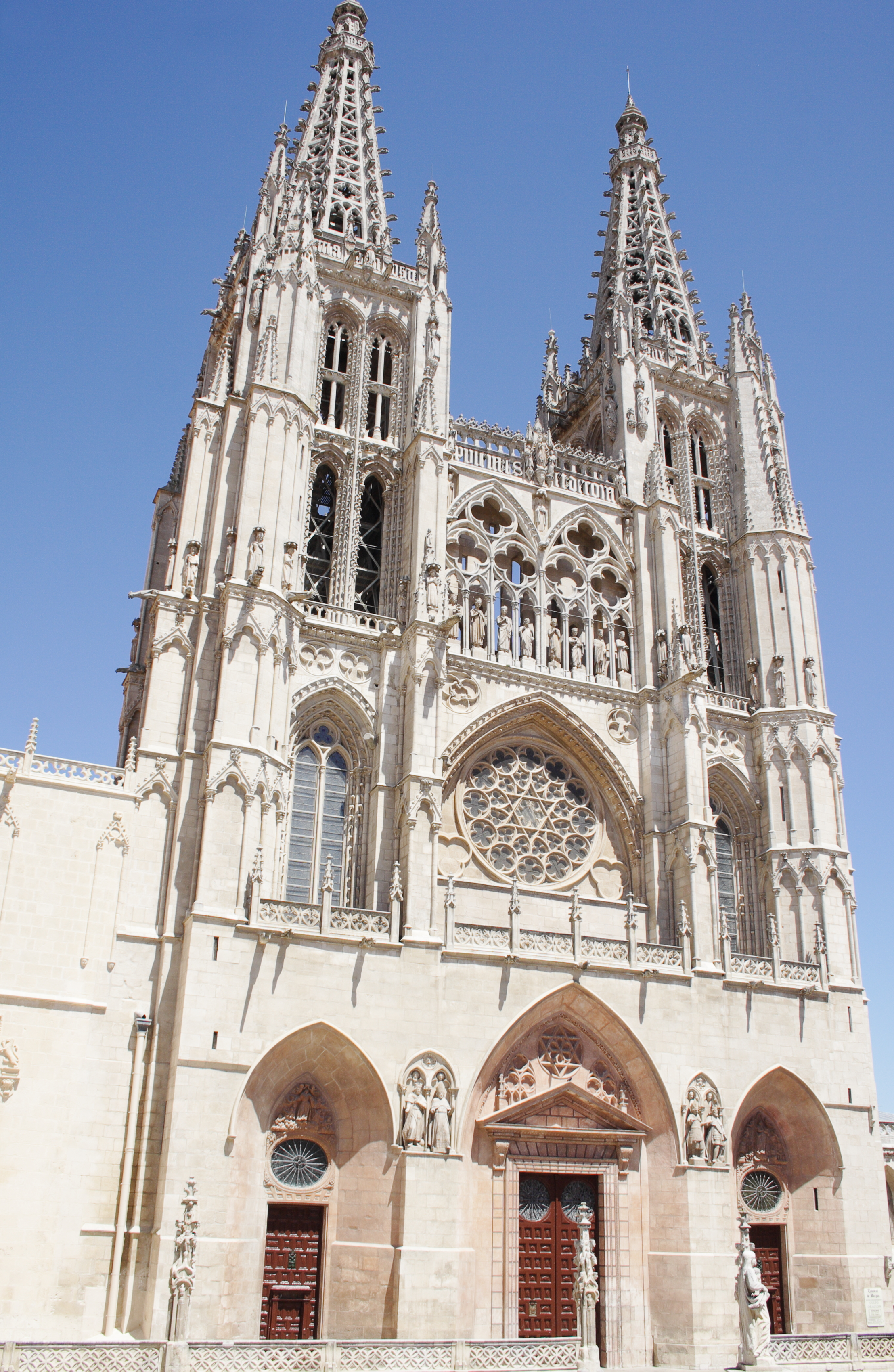
Catedral de Burgos.

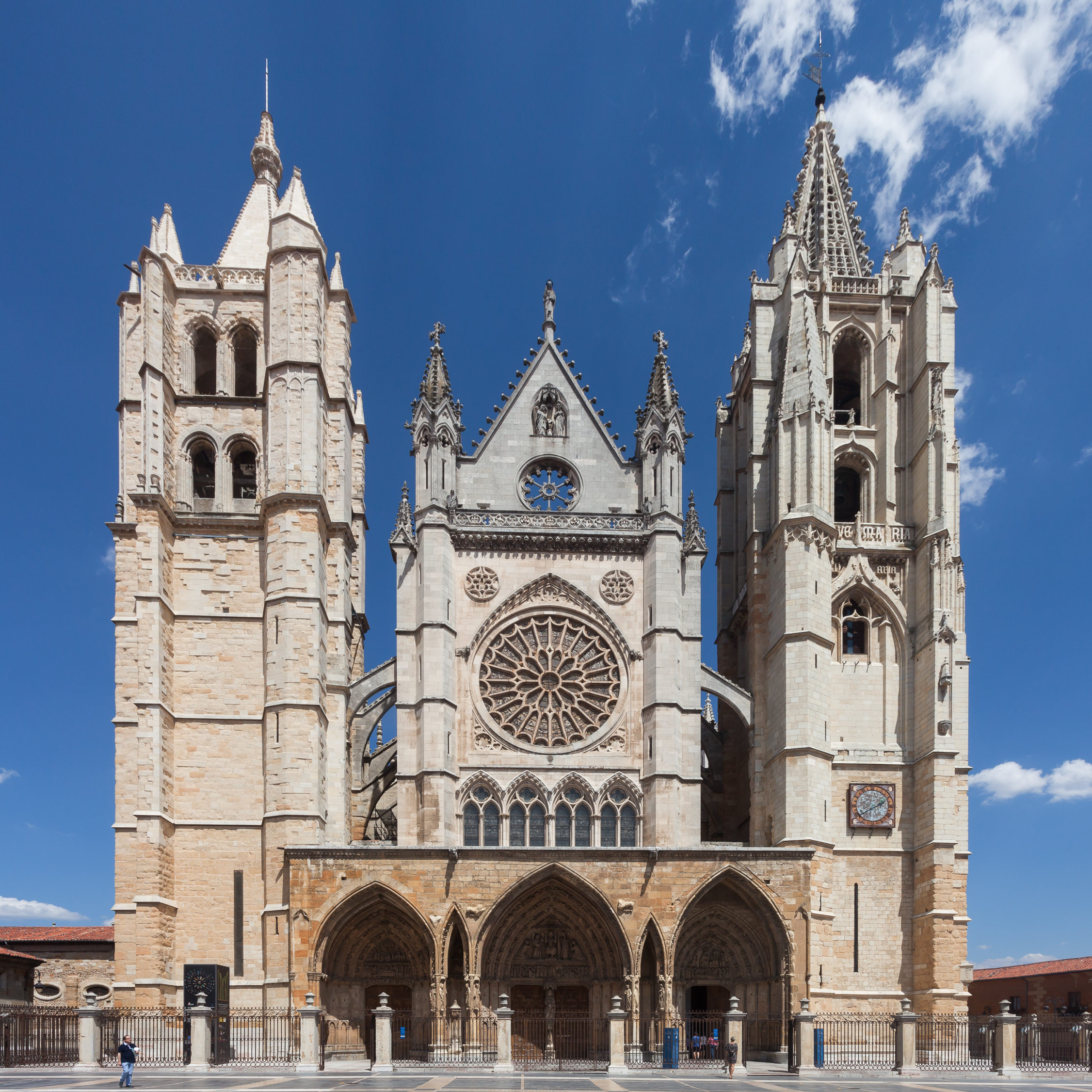
Catedral de León, España.

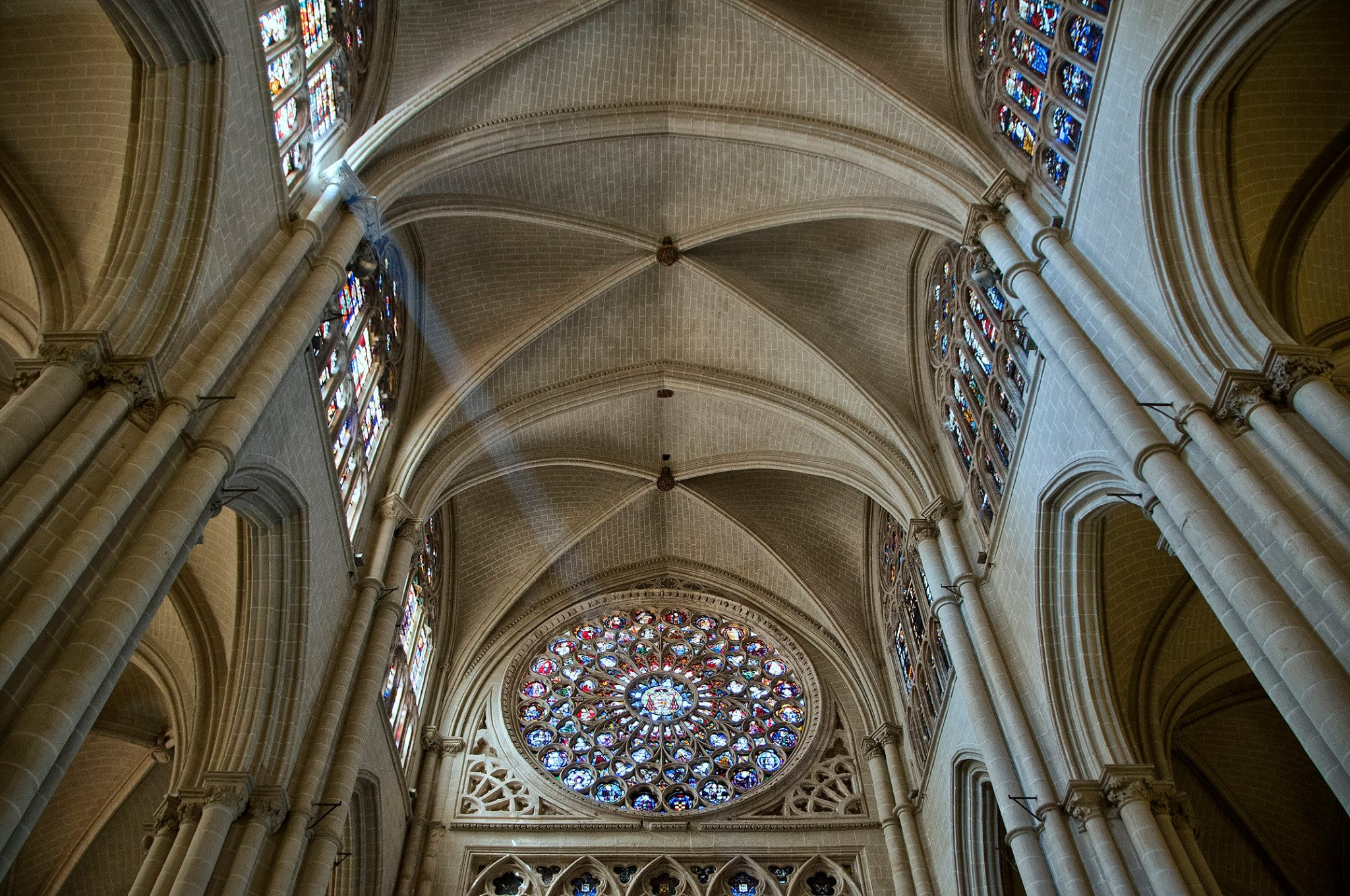
Catedral de Toledo.

La arquitectura gótica nació en torno a 1140 en Francia: se considera que la primera construcción propiamente gótica es la basílica de la abadía real de Saint Denis, edificada por el abad Suger, consejero del rey Luis VII de Francia.
También desde finales del siglo XII y comienzos del XIII se divulga por los monasterios de la orden del Císter un estilo despojado de ornamentación y reducido a la pureza de los elementos estructurales, expresión de las concepciones estéticas y espirituales de Bernardo de Claraval, que se suele denominar arte cisterciense.
La arquitectura gótica ha sido definida durante mucho tiempo de manera bastante superficial exclusivamente por la utilización de uno de sus elementos, el arco apuntado u ojival, del que se deriva la bóveda de crucería que permite desplazar los empujes a contrafuertes externos, que se alejan aún más de los muros mediante el uso de arbotantes. Eso permitió la construcción de edificios mucho más amplios y elevados, y el predominio de los vanos sobre los muros. Los elementos sustentantes (pilares de complicado diseño) quedan mucho más estilizados. Pero la utilización de un elemento no puede definir un estilo de forma global; se trata de un problema más amplio, de una nueva etapa histórica, una nueva concepción del arte y con él del mundo. 
Pueden considerarse, principalmente, cinco características fundamentales en su programa de construcción: el arco apuntado, la bóveda de crucería, los arbotantes, los grandes vitrales (ventanales y rosetones) y la decoración de piedra ornamentada (estatuas, columnas, capiteles, pináculos o gárgolas).
Frente a las iglesias y monasterios del románico, dicho esto de forma general, el gótico eleva, como su obra arquitectónica emblemática, prodigiosas catedrales llenas de luz así como con una gran altura, siendo estos sus principales aportes técnicos, los que se encuentran justificados en los escritos de Pseudo Dionisio Aeropagita, aunque también se desarrolló una importante arquitectura civil. 
No obstante, hay también muchos elementos de continuidad: este sigue siendo un arte predominante religioso; el monasterio como institución apenas varía excepto en detalles formales y de adaptación a nuevos requerimientos, pero su disposición no presentó variantes, y la planta de las iglesias, mayoritariamente catedrales, siguió siendo predominantemente de cruz latina con cabecera en ábside orientada al este, aunque se complique o varíe (plantas basilicales, colocación del transepto en el centro, complicación de naves, capillas y girolas). Sin duda el principal elemento de continuidad es la concepción intemporal de la obra: en la mayor parte de las construcciones los estilos se suceden y funden al ritmo de los siglos, sabiendo los contemporáneos que hacen una obra que ellos no verían terminada, ni quizá sus hijos o nietos, sino que la construcción de estas edificaciones implica el trabajo de varias generaciones. En muchas de ellas, incluso se pone en valor el atrevimiento por comenzar un desafío técnico o económico, a veces por rivalidad política, que cuando se inicia no se ha planificado en su totalidad el proyecto por lo que no se sabe cómo culminarlo: es el caso de las catedrales de Siena y Florencia.

### La luz

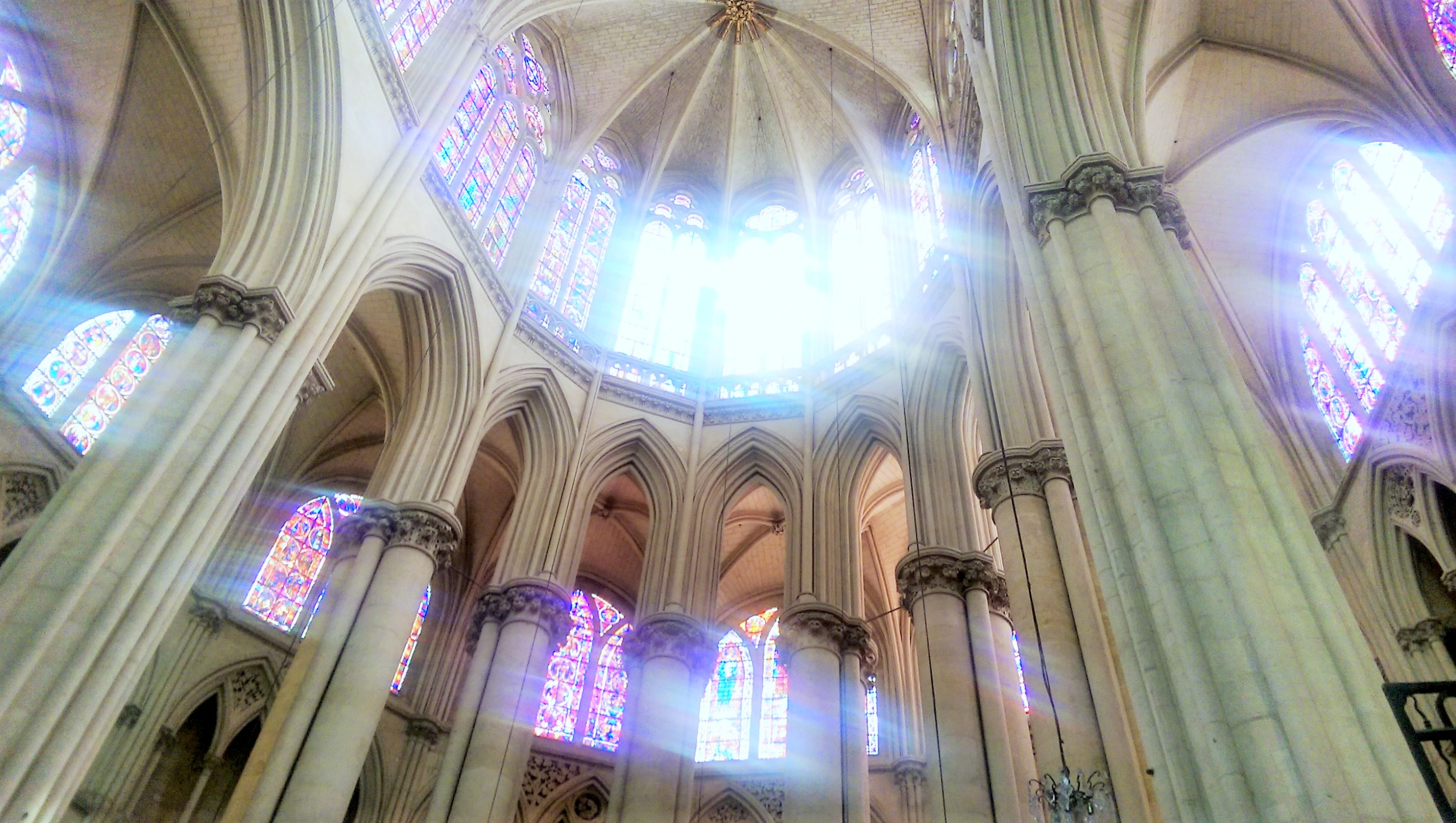
Catedral de Le Mans.

Los nuevos edificios religiosos se caracterizan por la definición de un espacio que quiere acercar a los fieles, de una manera vivencial y casi palpable, los valores religiosos y simbólicos de la época. El humanismo incipiente liberaba al hombre de las oscuras tinieblas y le invitaba a la luz. Este hecho está relacionado con la divulgación de las corrientes filosóficas neoplatónicas, que establecen una vinculación entre el concepto de Dios y el ámbito de la luz. Como las nuevas técnicas constructivas hicieron virtualmente innecesarios los muros en beneficio de los vanos, el interior de las iglesias se llenó de luz, y la luz conformará el nuevo espacio gótico. Será una luz física, no figurada en pinturas y mosaicos; luz general y difusa, no concentrada en puntos y dirigida como si de focos se tratase; a la vez que es una luz transfigurada y coloreada mediante el juego de las vidrieras y los rosetones, que trasforma el espacio en irreal y simbólico. El color alcanzará una importancia crucial.
La luz está entendida como la sublimación de la divinidad. La simbología domina a los artistas de la época, la escuela de Chartres considera la luz el elemento más noble de los fenómenos naturales, el elemento menos material, la aproximación más cercana a la forma pura.

El arquitecto gótico organiza una estructura que le permite, mediante la utilización de la técnica, emplear la luz, luz transfigurada, que desmaterializa los elementos del edificio, consiguiendo claras sensaciones de elevación e ingravidez.

## Escultura gótica

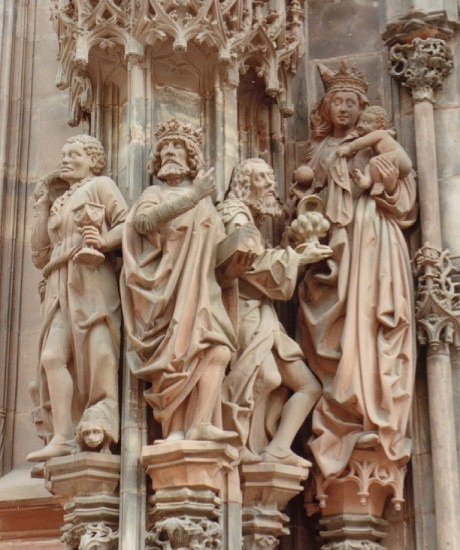
Adoración de los Magos, catedral de Estrasburgo.

En la escultura gótica las tallas en piedra continúan usándose para la decoración de la arquitectura, además de cumplir la función evangelizadora (el catecismo de los analfabetos, la inmensa mayoría de la población) pero cada vez se emancipa más (paso del relieve al bulto redondo). La escultura gótica evolucionó desde un estilo alargado y rígido, aún en parte románico, hacia un sentimiento espacial y naturalista a finales del siglo XII y principios del siglo XIII. La influencia de las esculturas griegas y romanas que aún se conservaban se incorporaron al tratamiento de las telas, las expresiones faciales y la pose.

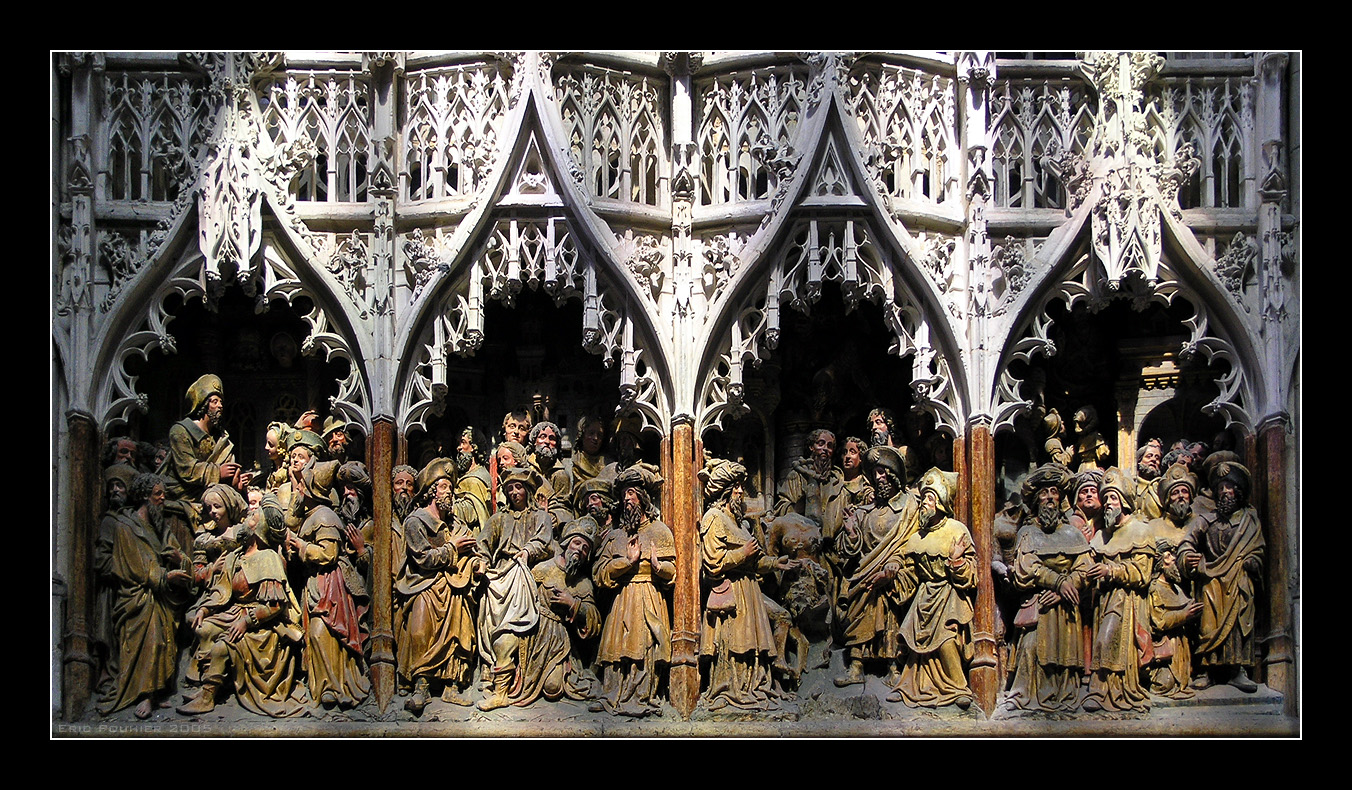
Retablo, típica talla en madera del, conservado en la catedral de Amiens, Francia.

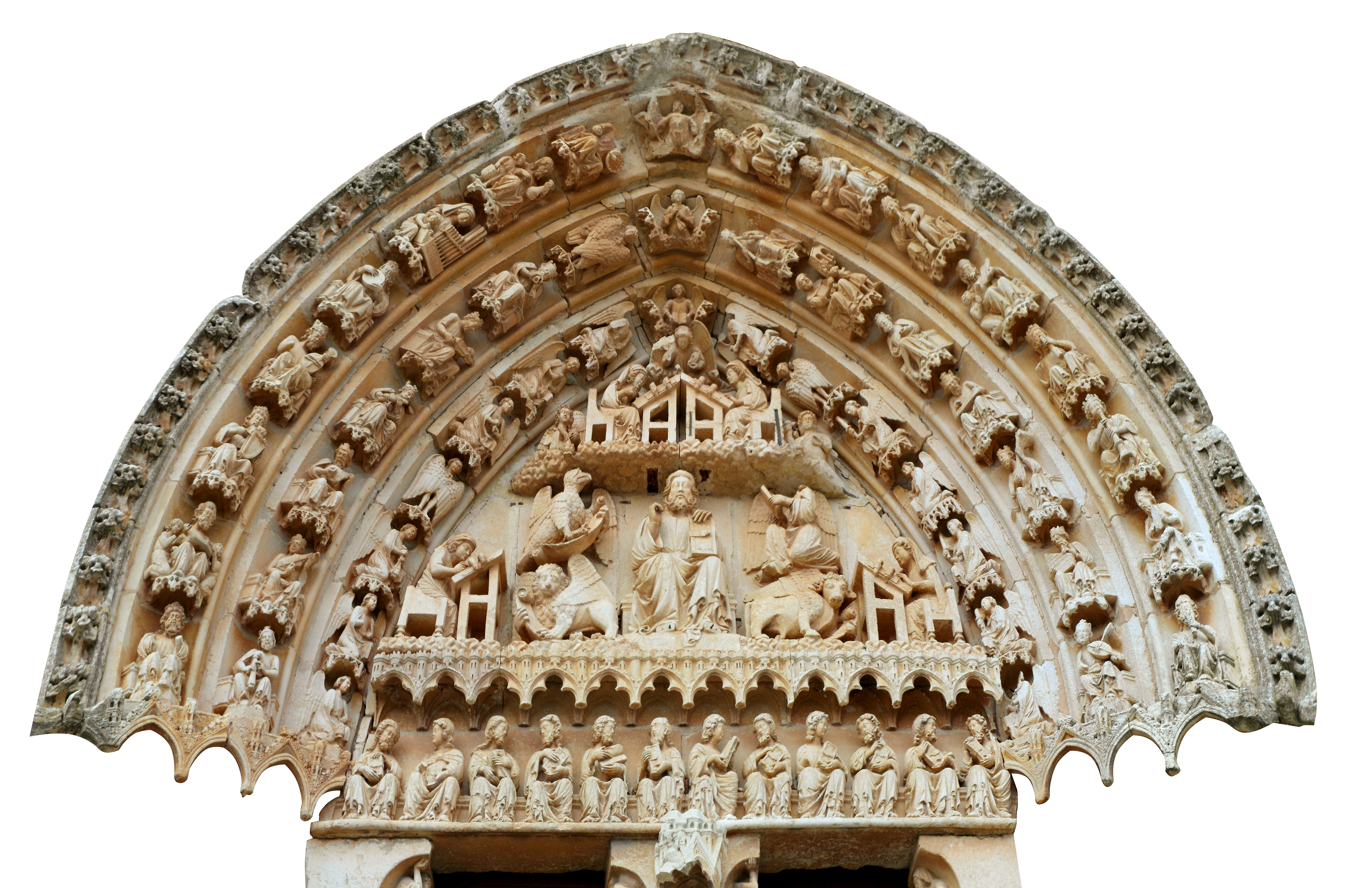
Portada gótica de Santa María la Real en Sasamón, con el característico arco apuntado y la abundante escultura en las arquivoltas y el tímpano.

Las esculturas góticas nacieron en los muros de las iglesias, a mediados del siglo XII en la Isla de Francia, cuando el abad Suger hizo construir la abadía de Saint-Denis (h. 1140), considerada el primer edificio gótico, y muy pronto le siguió la catedral de Chartres (h. 1145). Anteriormente, no había tradición escultórica en la Isla de Francia, así que los escultores eran traídos de Borgoña y fueron quienes crearon las revolucionarias figuras que actuaban como columnas en el Pórtico Real de Chartres. Era un invento enteramente nuevo y proporcionaría el modelo para una generación de escultores.
La escultura gótica se difundió por toda Europa occidental. En España se constata la penetración a través de maestros y obras que llegaron procedentes de Francia; por ejemplo, la influencia del taller de Rieux es bastante evidente en la Virgen del Patrocinio de Cardona.
La influencia de la escultura francesa se extendió por toda Alemania a partir de 1225 con la catedral de Bamberg, que tiene el más amplio conjunto de escultura del siglo XIII, culminando en 1240 con el Jinete de Bamberg (la primera estatua ecuestre en el arte occidental desde el siglo VI, y que se cree que retrataba a Conrado II).
En Inglaterra la escultura estaba más limitada a monumentos funerarios y decoraciones no figurativas, en parte debido a las limitaciones cistercienses sobre el uso de imágenes.
En Italia aún persistía la influencia clásica, destacando obras como los púlpitos del baptisterio de Pisa (1269) y la catedral de Siena. Obra maestra tardía de la escultura gótica italiana es el Arche scaligere de Verona.
Las técnicas de tallado de madera se hacen cada vez más sofisticadas, llegando a su máximo esplendor en la integración del color y el diseño arquitectónico de complejos retablos. La recuperación de la tradición clásica de la fundición del bronce deberá esperar al Renacimiento italiano.
El escultor neerlandés Claus Sluter y el gusto por el naturalismo marcó el comienzo del fin para la escultura gótica, evolucionando hacia el clasicismo renacentista a finales del siglo XV.

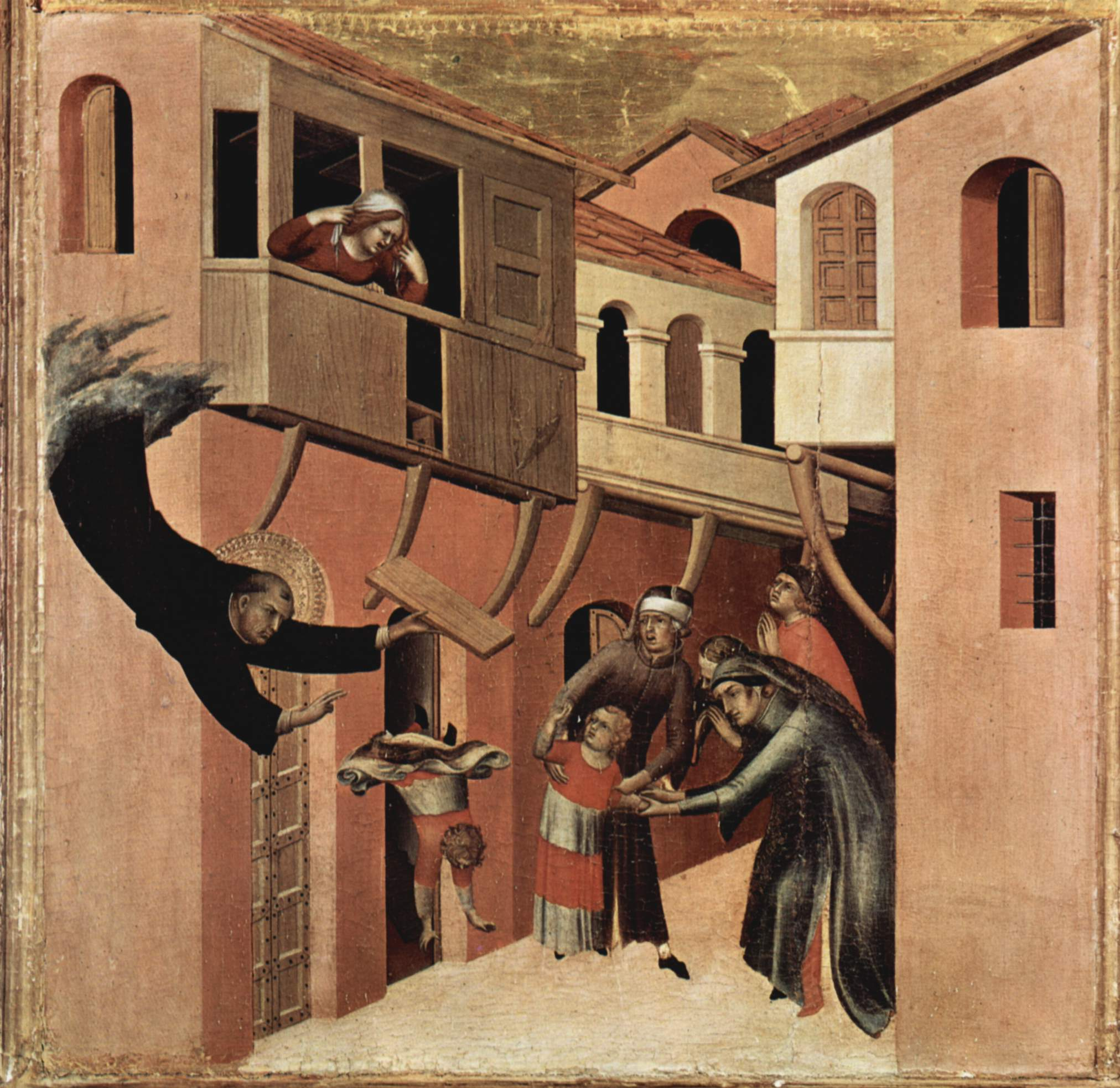
Simone Martini (1285-1344). Temas oscuros y una intensa emoción se vieron cada vez más acentuadas en el arte gótico tardío.

## Pintura gótica

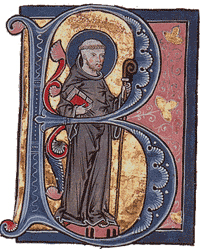
Miniatura de Bernardo de Claraval ("B" de una letra capitular en un manuscrito del).

Hasta alrededor de 1200, casi 50 años después del comienzo de la arquitectura y la escultura góticas, no apareció un estilo de pintura que pueda llamarse «gótico». La transición del románico al gótico es muy imprecisa y no hay un claro corte, pero podemos ver los comienzos de un estilo que es más sombrío, oscuro y emotivo que en el periodo previo. Esta transición ocurre primero en Inglaterra y Francia alrededor de 1200, en Alemania en torno a 1220 e Italia alrededor de 1300.
Mientras en el románico las representaciones figurativas son simplificadas e idealizadas, en el gótico se tiende a aumentar el realismo y naturalismo, aproximándose a la imitación a la naturaleza que será el ideal del renacimiento, incluyendo la representación de paisajes, que, no obstante, sigue siendo poco usual.

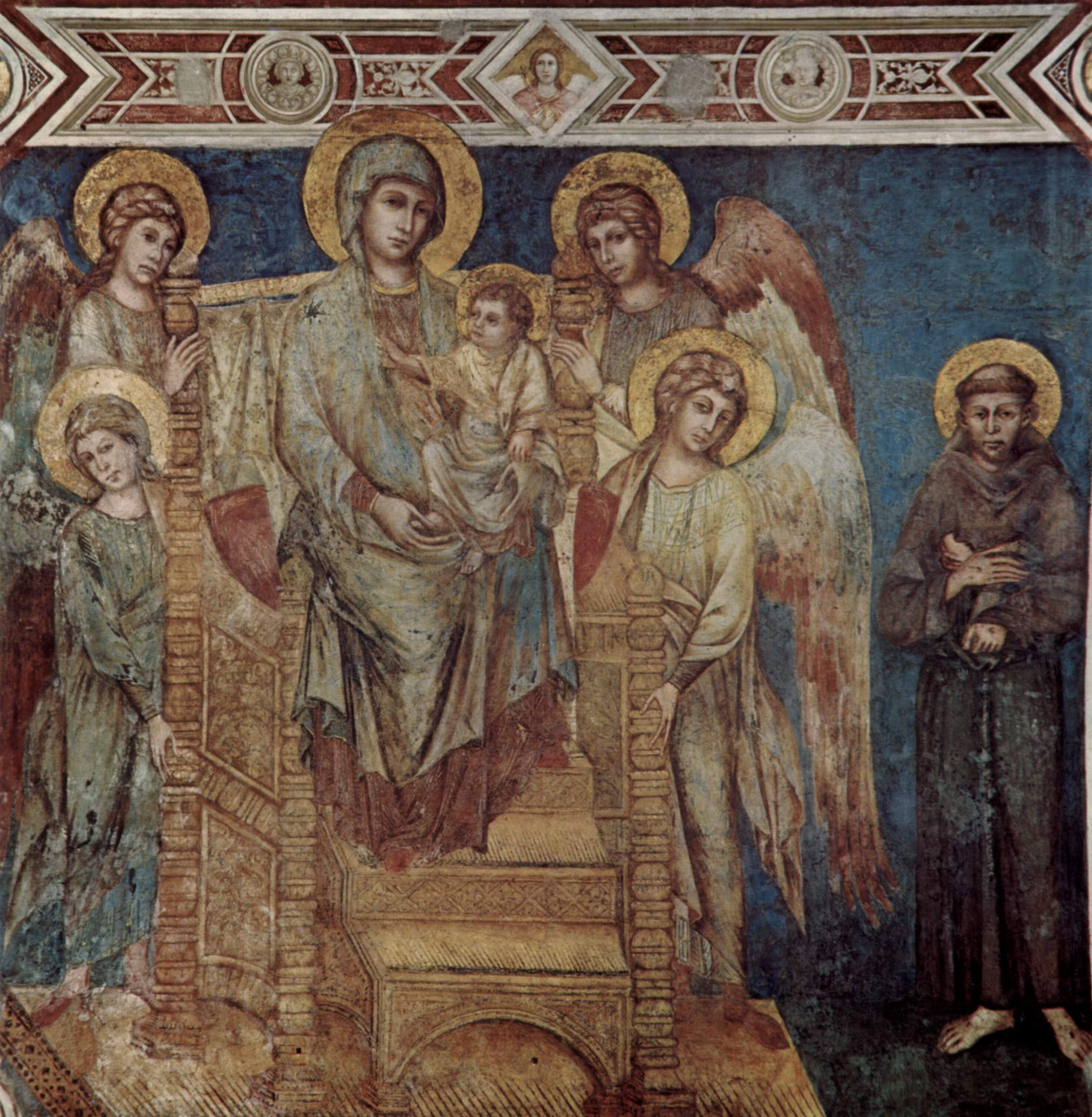
Virgen con ángeles y San Francisco. Asís. Cimabue, hacia 1280.

En el gótico, en correspondencia con las nuevas tendencias filosóficas y religiosas (recuperación de la filosofía de Aristóteles a través del averroísmo, humanismo de san Francisco de Asís) se tendió a aproximar la representación de los personajes religiosos (los santos, los ángeles, la Virgen María, Cristo) en un plano más humano que divino, dejándoles demostrar emociones (placer, dolor, ternura, enojo), rompiendo el hieratismo y formalismo románico.
También hay lentos avances en el uso de la perspectiva y de otras cuestiones técnicas en cuanto al tratamiento de los soportes (que permiten la mayor difusión de un arte mobiliar), los pigmentos y los aglutinantes.
La pintura, esto es, la representación de imágenes sobre una superficie, durante el periodo gótico, se practicaba en cuatro técnicas principales:
- Frescos. La pintura mural o frescos siguieron usándose como el principal medio para la narración pictórica en las paredes de las iglesias en el sur de Europa, como una continuación de las tradiciones cristiana y románica anteriores.
- Vidrieras. En el norte de Europa, las vidrieras fueron el arte preferido hasta el siglo XV.
- Pintura sobre tabla. Comenzaron en Italia en el siglo XIII y se extendieron por toda Europa, de manera que para el siglo XV se había convertido en la forma predominante, suplantando incluso a las vidrieras. La pintura al óleo sobre lienzo no se hizo popular hasta los siglos XV y XVI y fue el punto de partida del arte renacentista.
- Miniaturas. Los manuscritos iluminados representaron la más completa documentación de la pintura gótica, documentando la existencia de una serie de estilos en lugares donde no han sobrevivido otras obras monumentales.

## Artes decorativas y suntuarias
Las artes decorativas o artes suntuarias del periodo gótico tuvieron un amplio desarrollo.

## La consideración social del arte y el artista
El florecimiento del negocio de la lana y los paños, vinculados a las ferias y rutas comerciales que recorren Europa de norte a Sur (de Florencia, Génova y Venecia a Champaña y Flandes, sin olvidar Medina del Campo), producen el nacimiento de un arte singular: el tejido de tapices, que tuvo un prestigio social importantísimo. No para sus autores, que nunca pasaron de la consideración de meros artesanos, sino para sus poseedores. No habiendo una clara separación entre las artes industriales y las que hoy consideramos bellas artes, podría decirse lo mismo de maestros de obras, pintores y escultores, que aunque conservemos el nombre de muchos de ellos, no pasaban de ejercer también uno de los oficios viles y mecánicos, ni siquiera equiparables a las profesiones liberales.

## Variedades locales
El gótico nació en el norte de Francia y desde allí se extendió a otros territorios de Europa, que lo adoptaron de manera más o menos fiel al modelo francés, adaptándolo a las circunstancias materiales y sociales locales. Se puede así distinguir el gótico francés de un gótico español, gótico inglés, gótico flamenco, gótico centroeuropeo o gótico italiano. 
La etiqueta Gótico internacional no hace referencia a la totalidad del Gótico, sino a una determinada fase o estilo de la pintura y artes decorativas góticas.

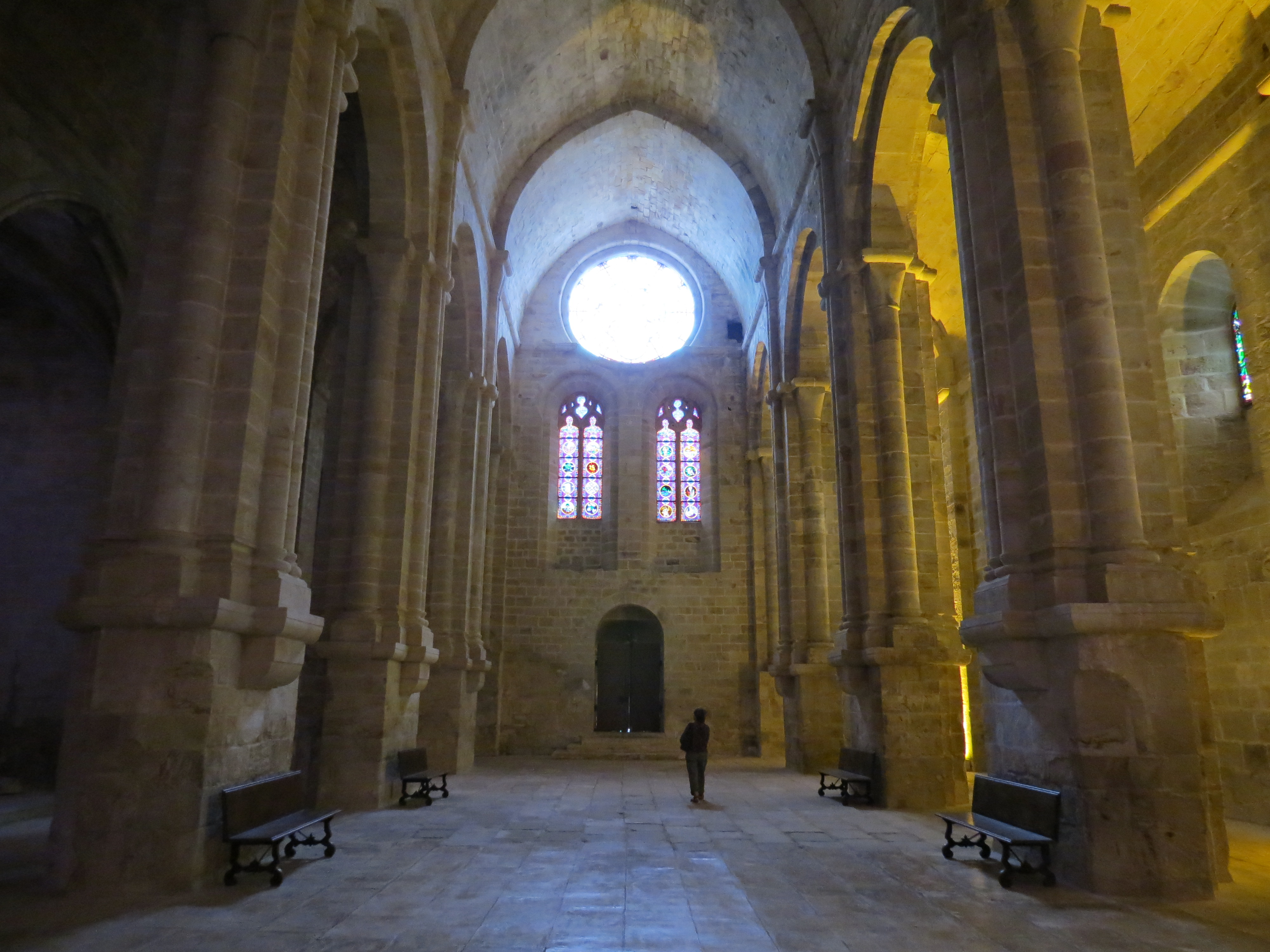
Abadía de Fontfroide, arte cisterciense (Gótico francés).
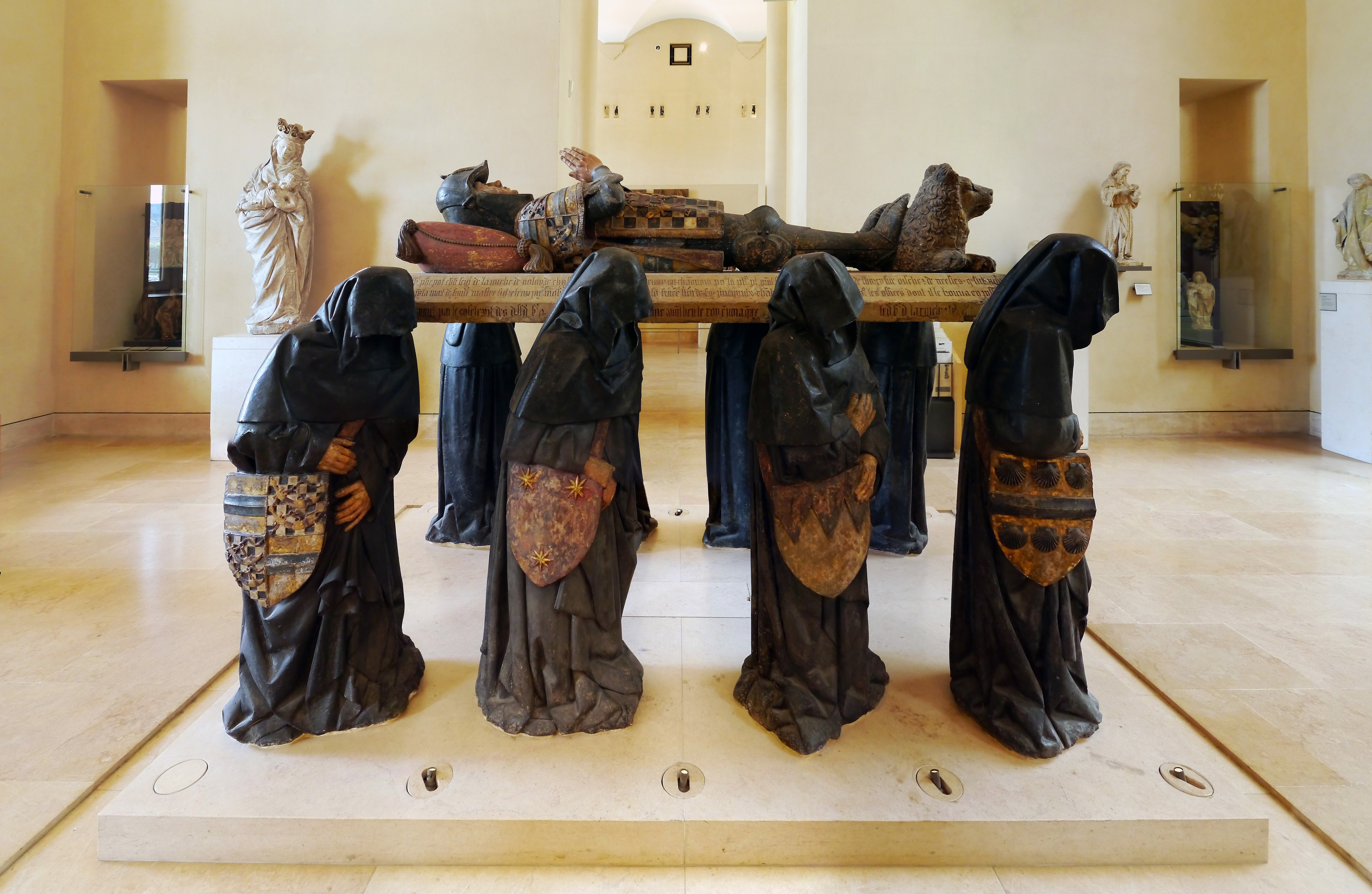
Tumba de Philippe Pot (Gótico francés).
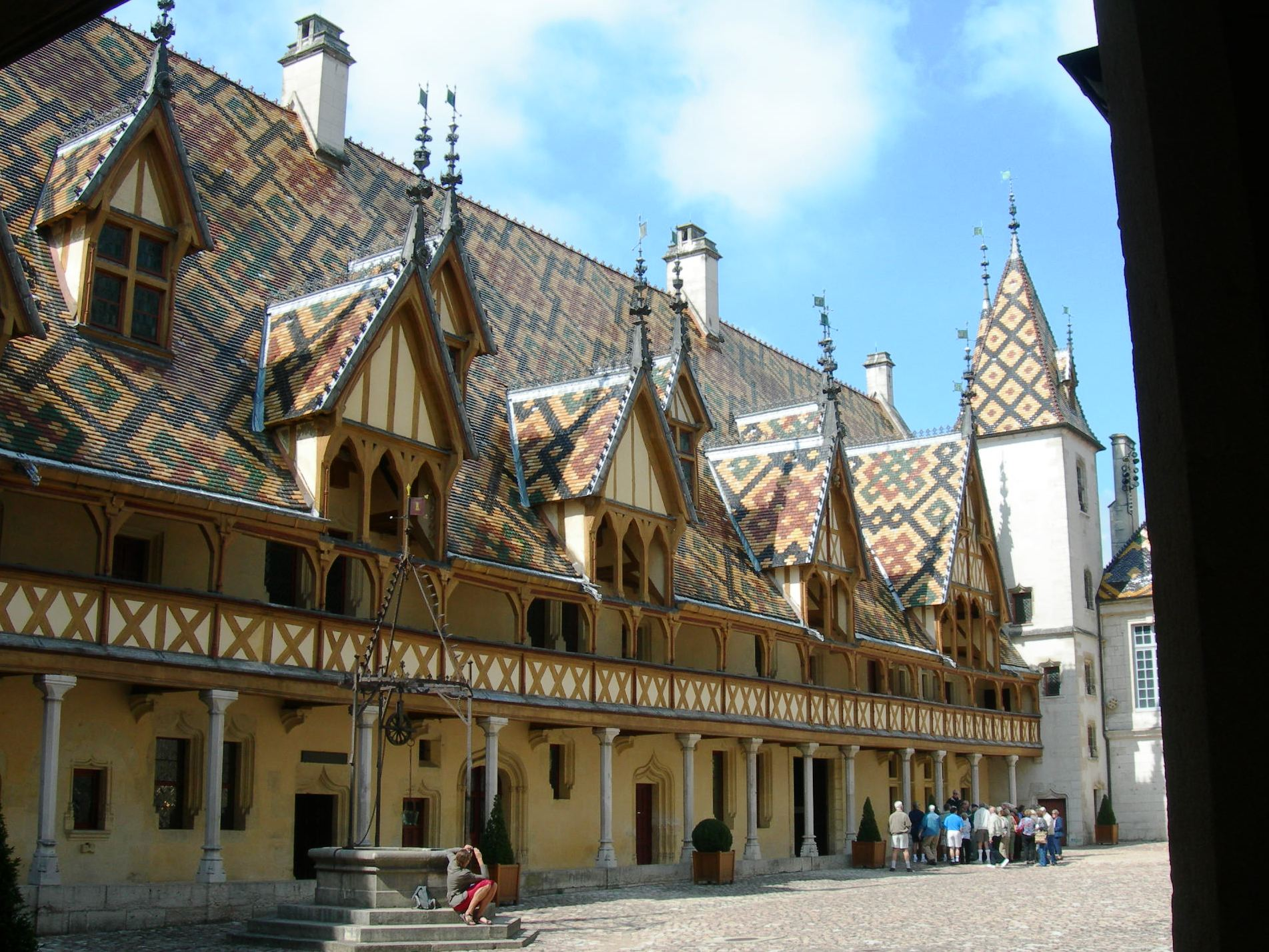
Hospital de Beaune (Gótico francés).
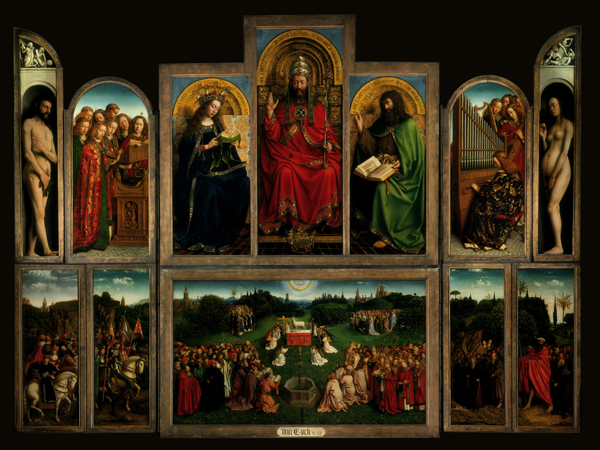
Políptico de Gante, de los hermanos Hubert y Jan van Eyck (Gótico flamenco -primitivos flamencos-).
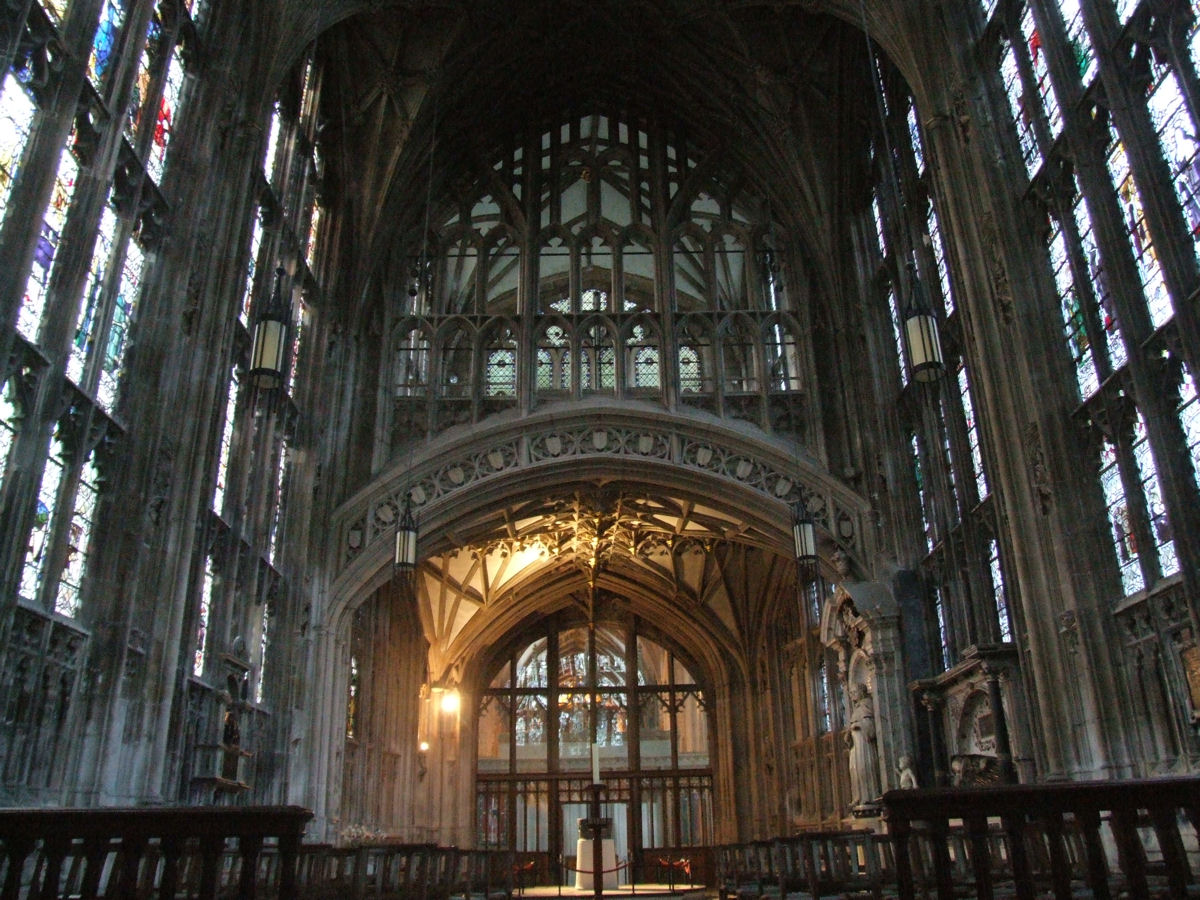
Catedral de Gloucester (Gótico inglés).
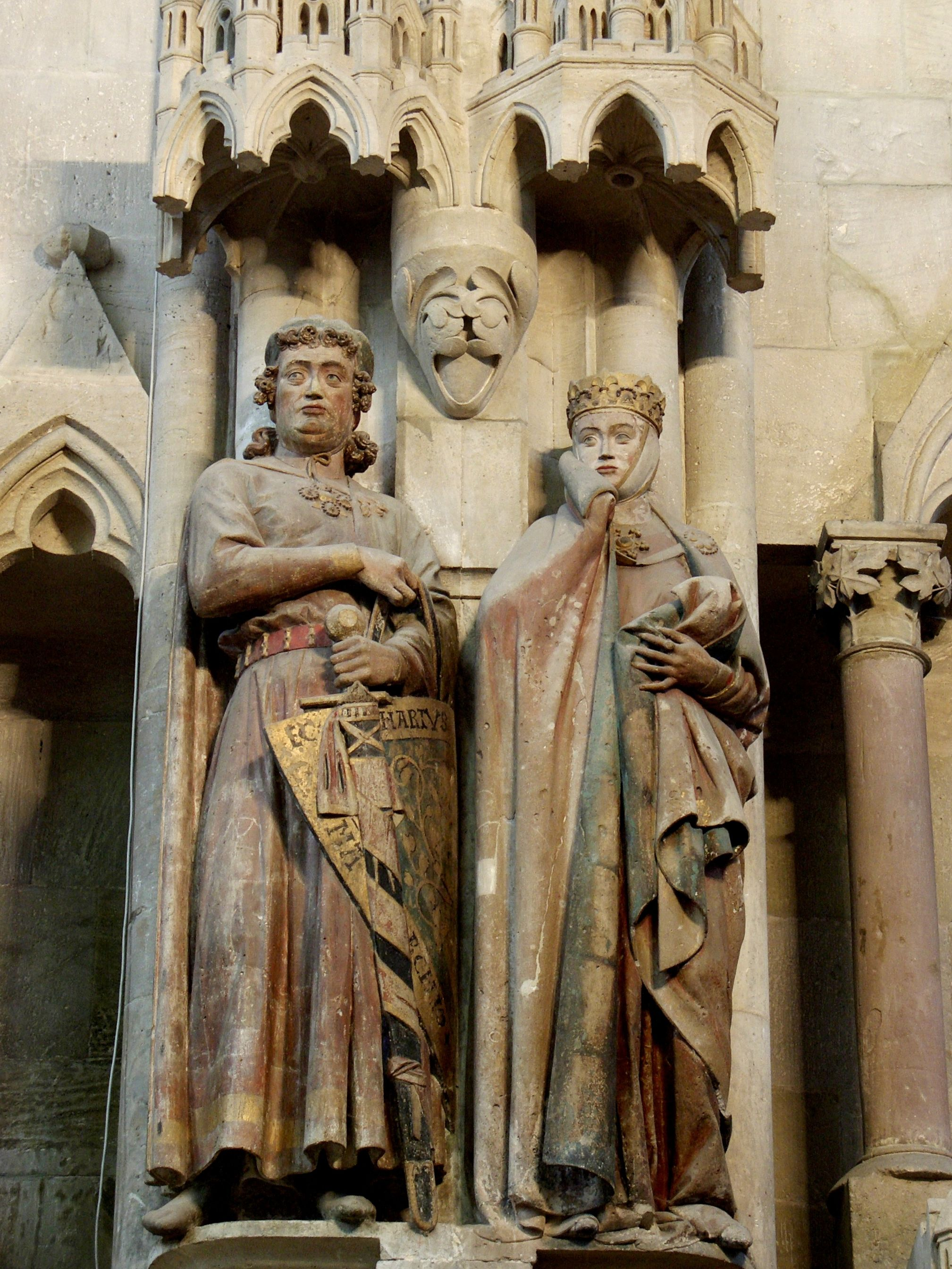
Retratos de Ekekhard de Meissen y su esposa Uta, Catedral de Naumburgo (Gótico alemán).
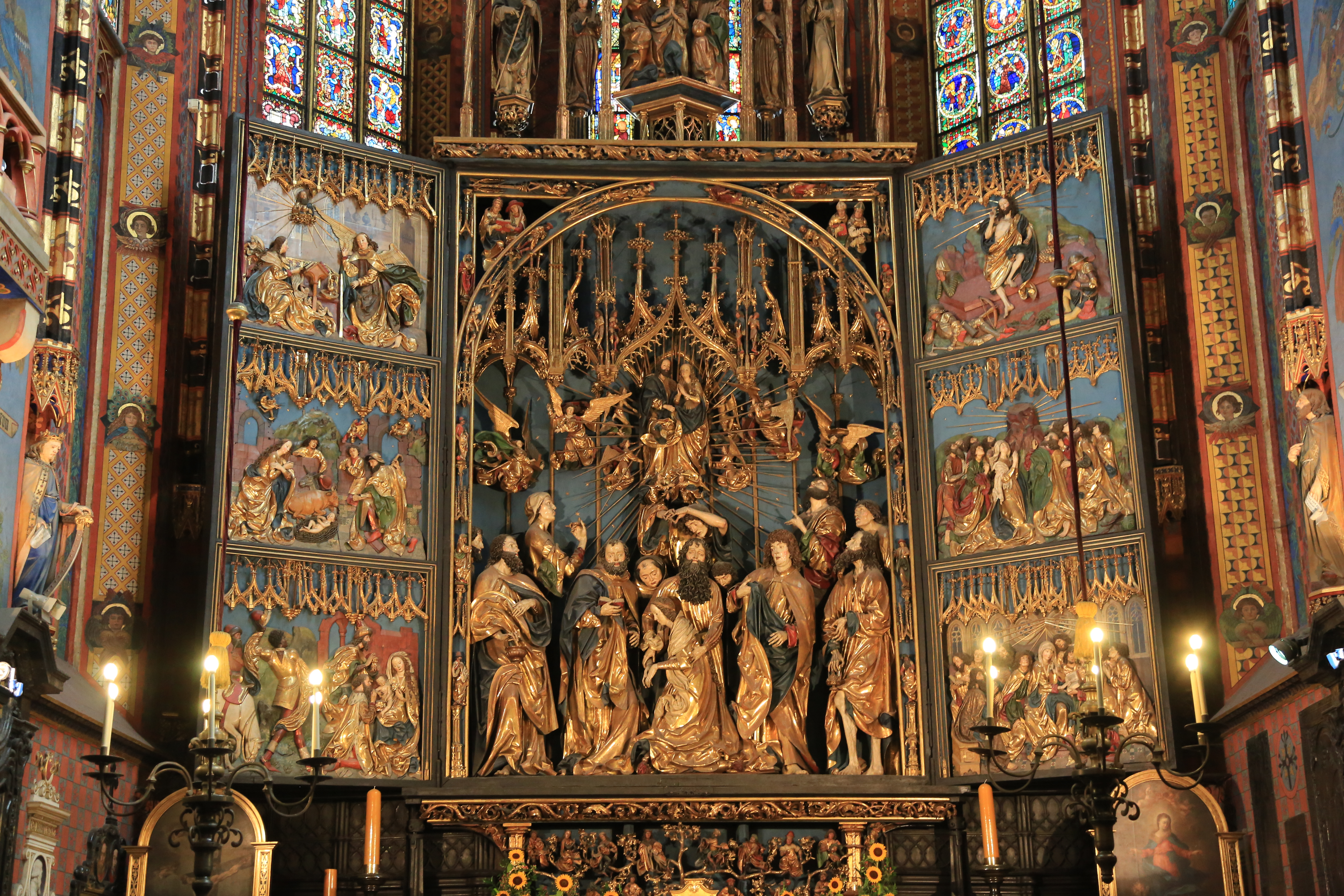
Retablo de Veit Stoss (Cracovia, Gótico polaco -Gótico centroeuropeo-).
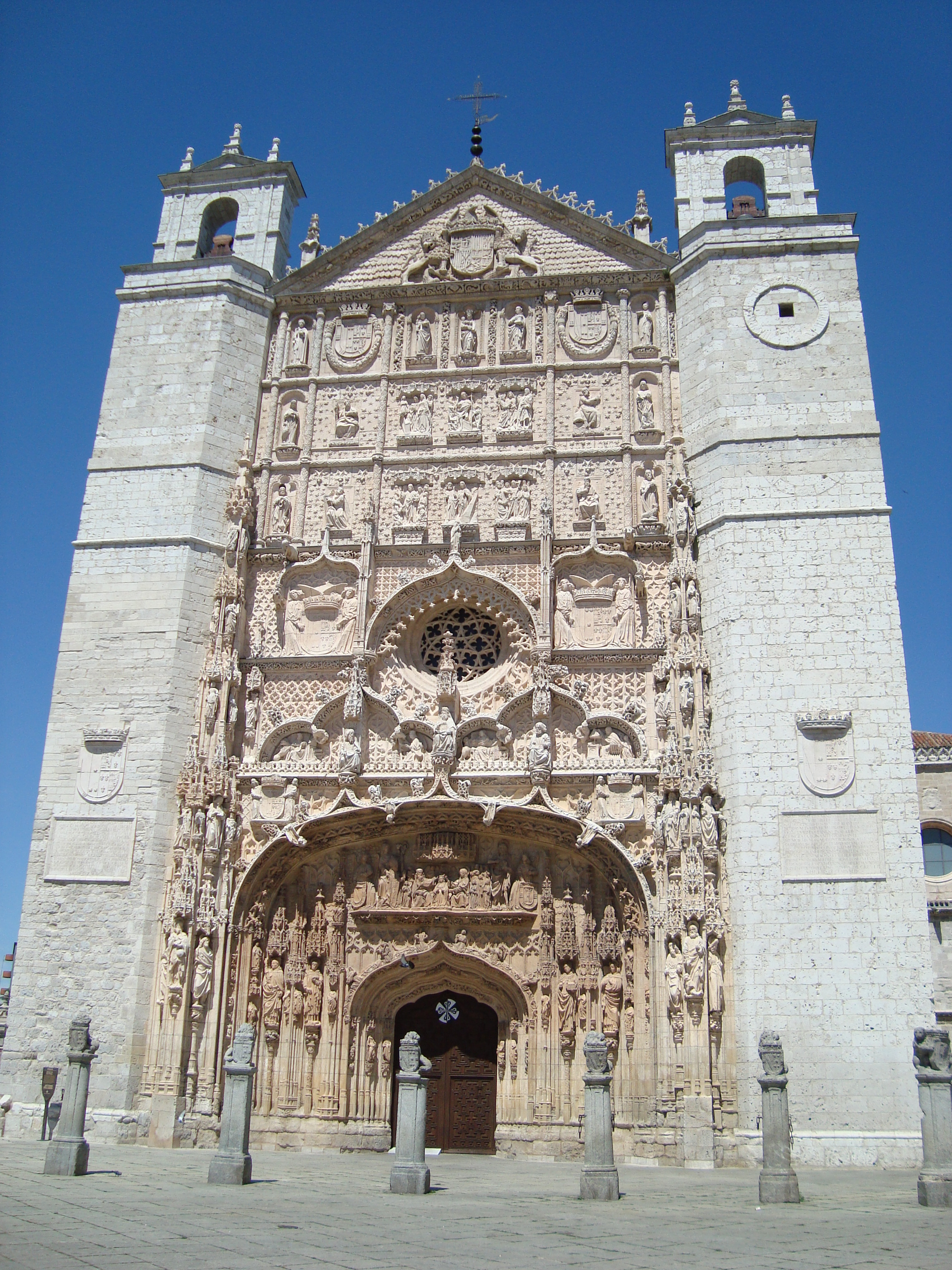
Iglesia de San Pablo (Gótico isabelino).
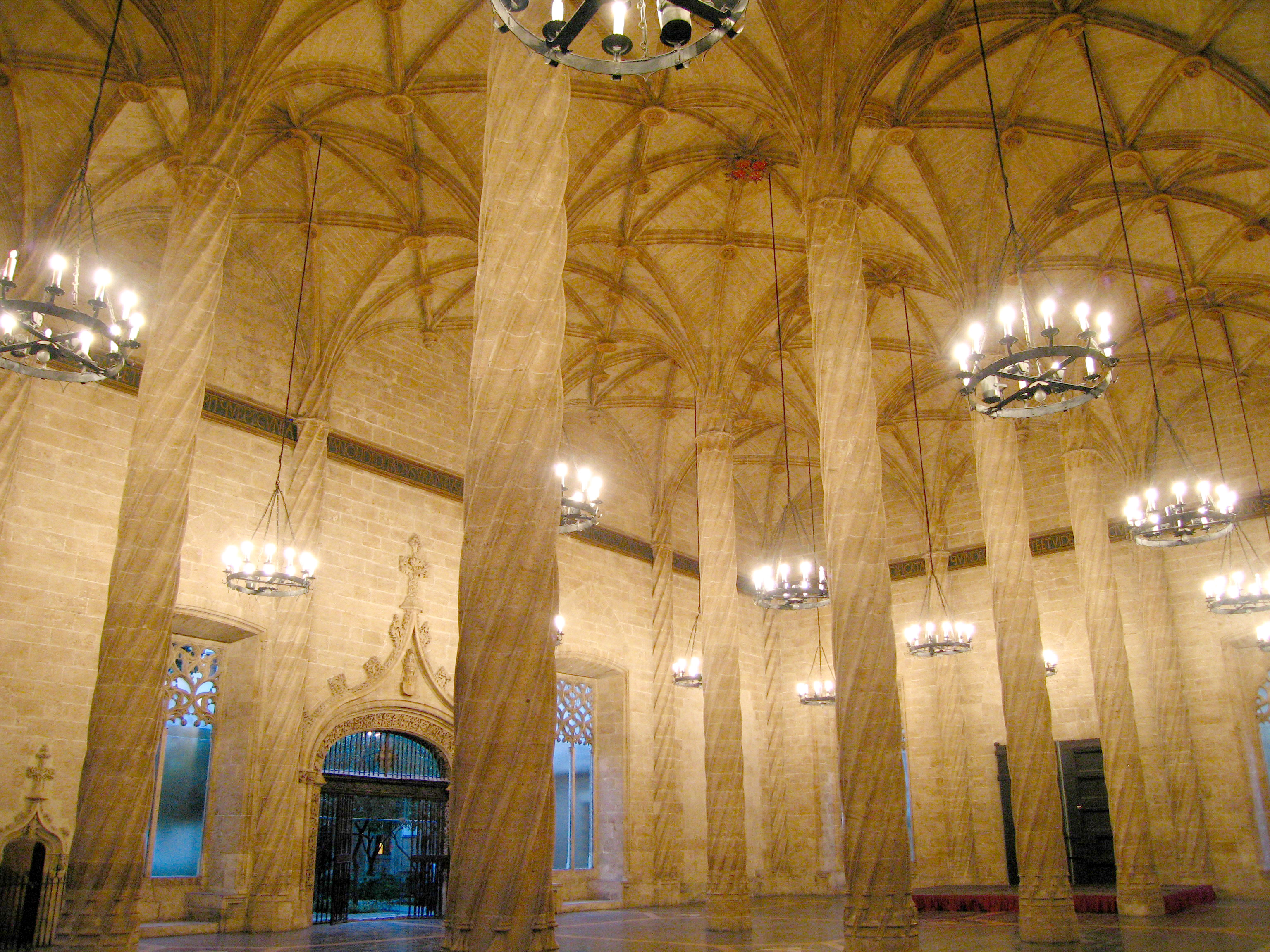
Lonja de la Seda de Valencia (Gótico español).
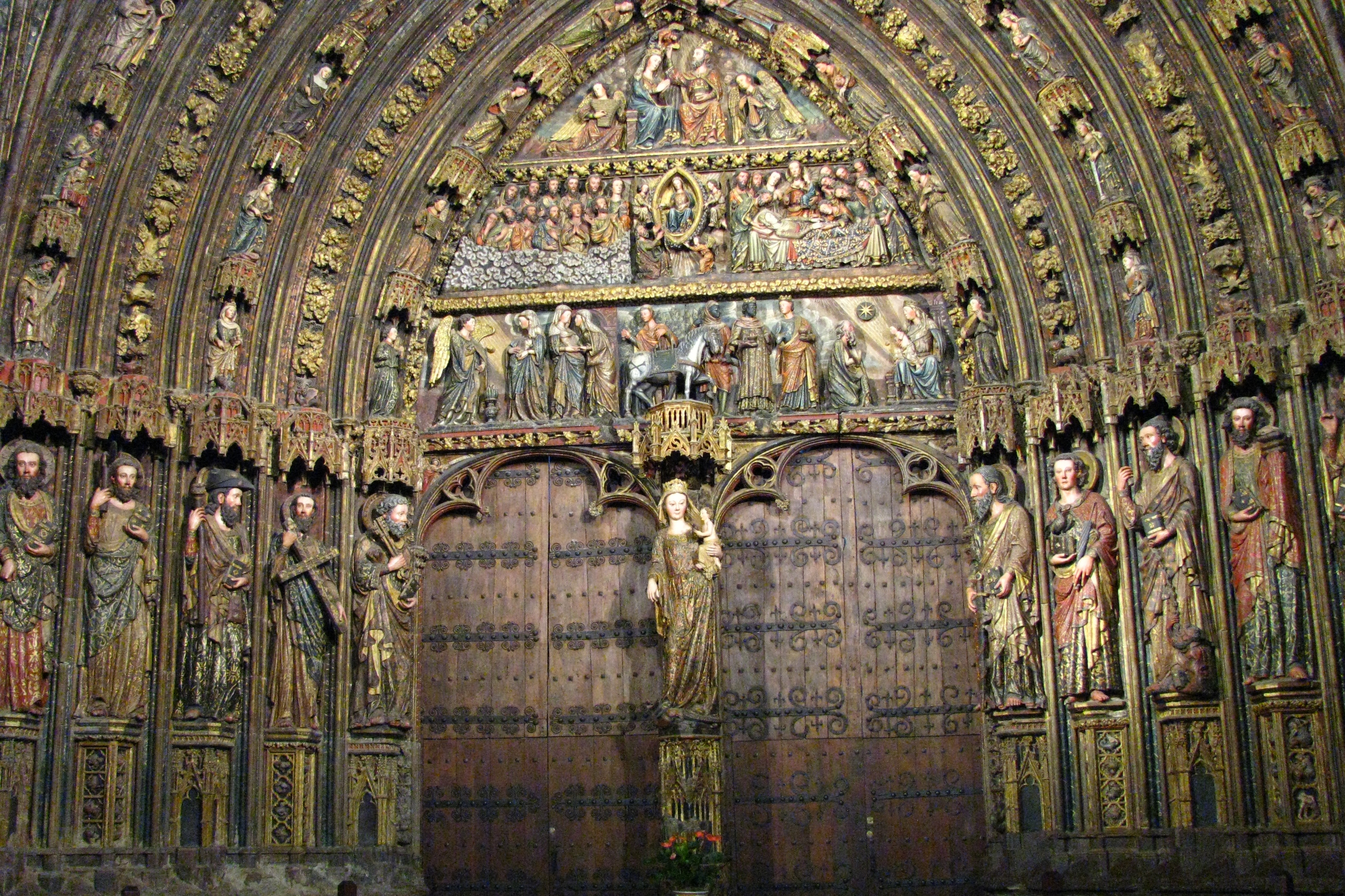
Pórtico de Santa María de los Reyes (Laguardia, Gótico español).
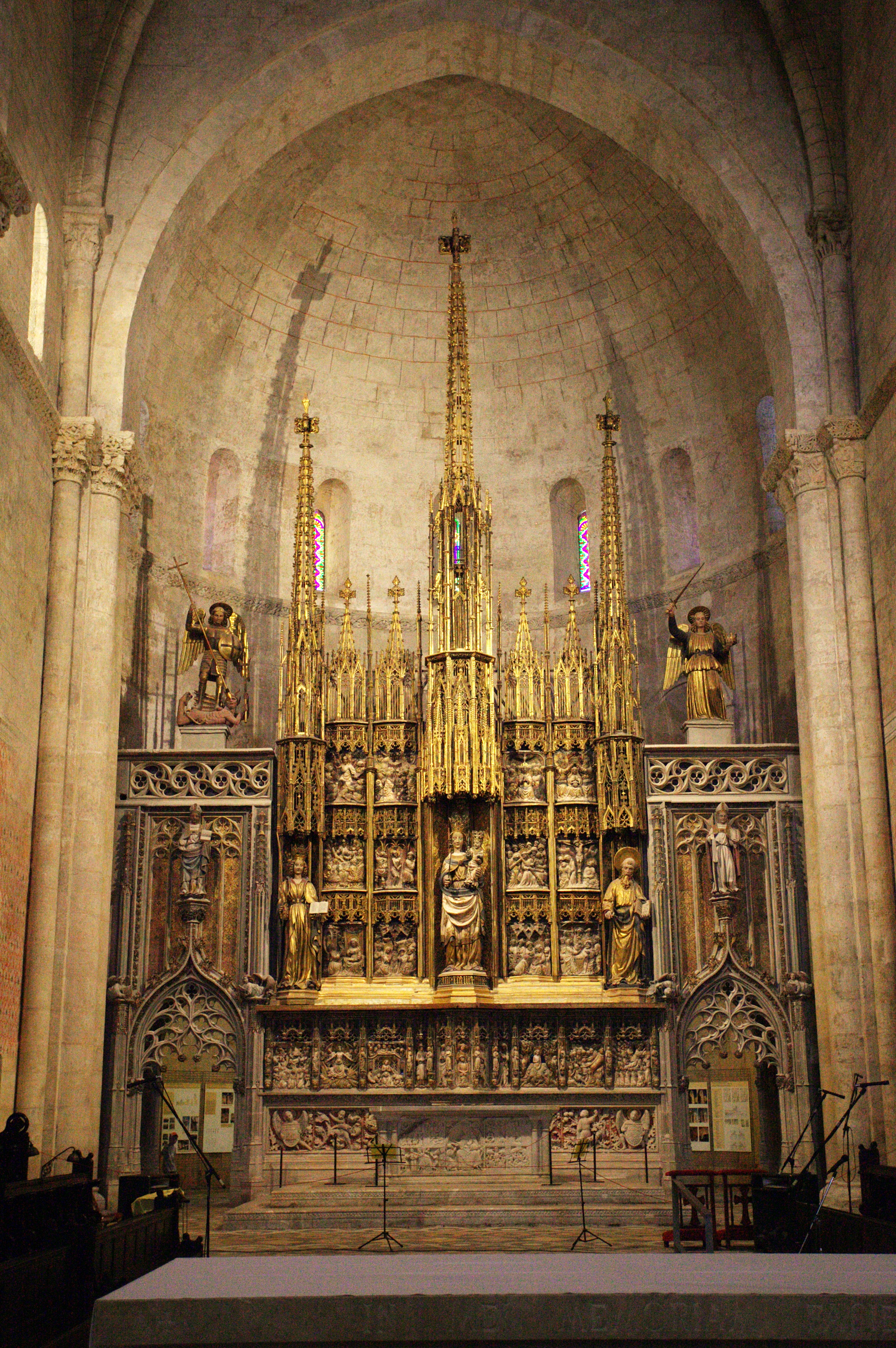
Retablo mayor de la Catedral de Tarragona, de Pere Johan (Gótico español).
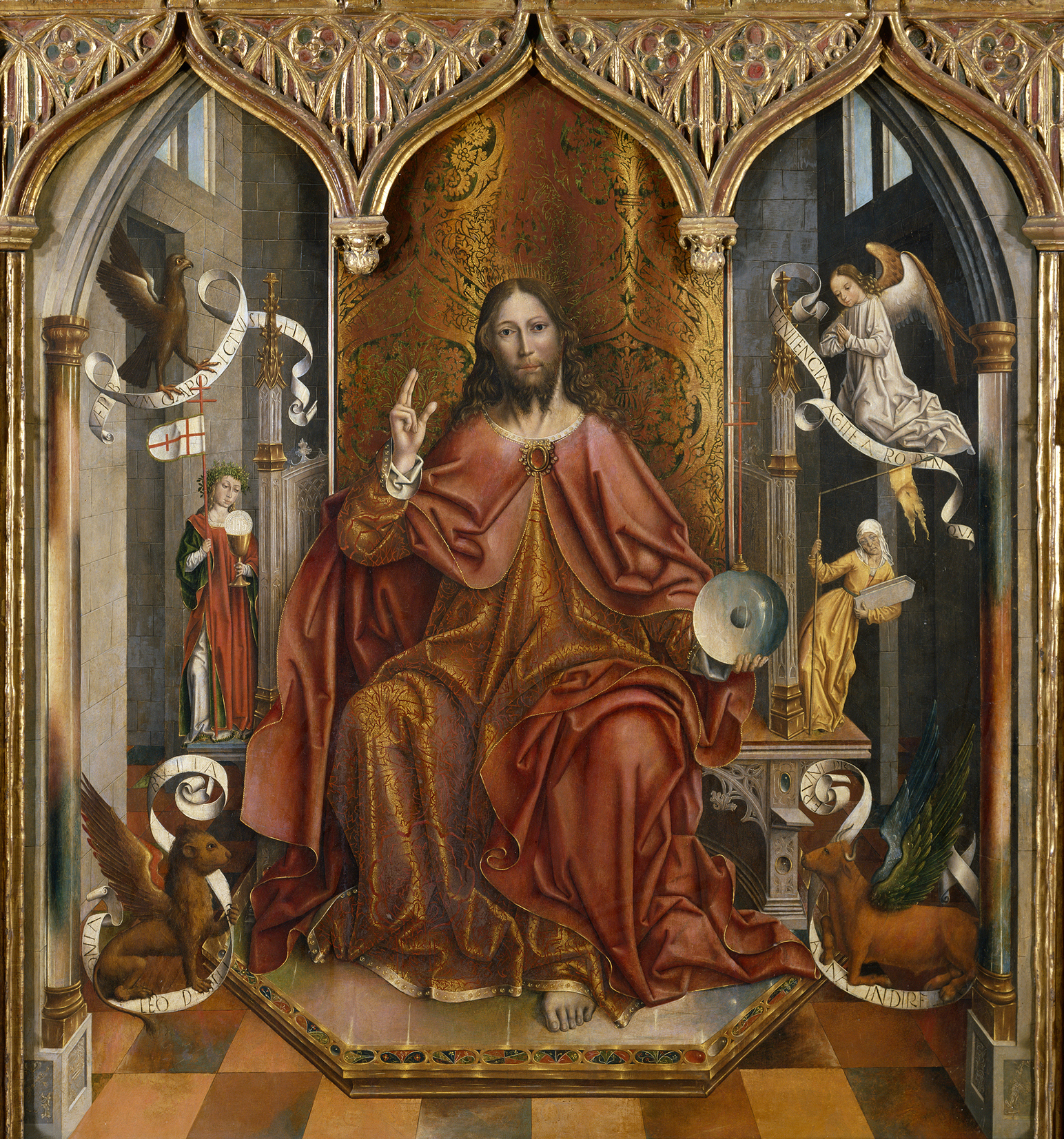
Tetramorfos, tabla de Fernando Gallego (Gótico español).
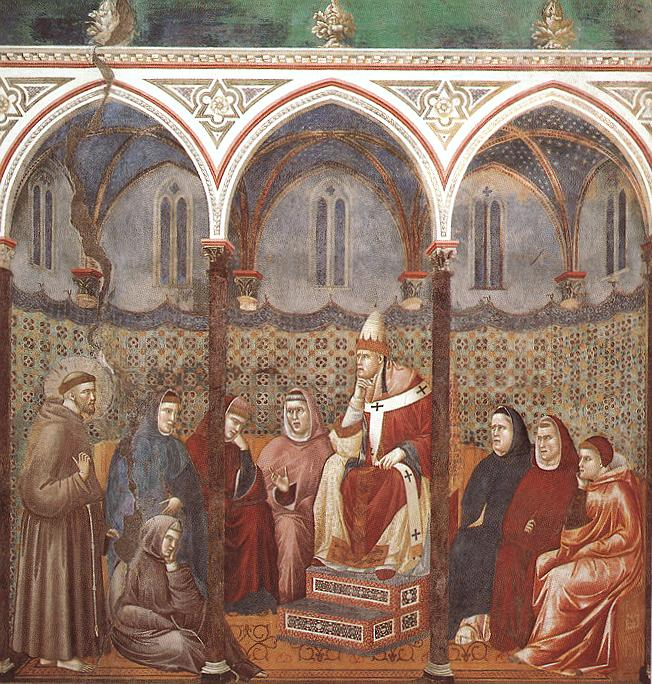
San Francisco de Asís predicando ante Honorio III, fresco de Giotto (Gótico italiano).
Palacio Ducal de Venecia (Gótico veneciano).
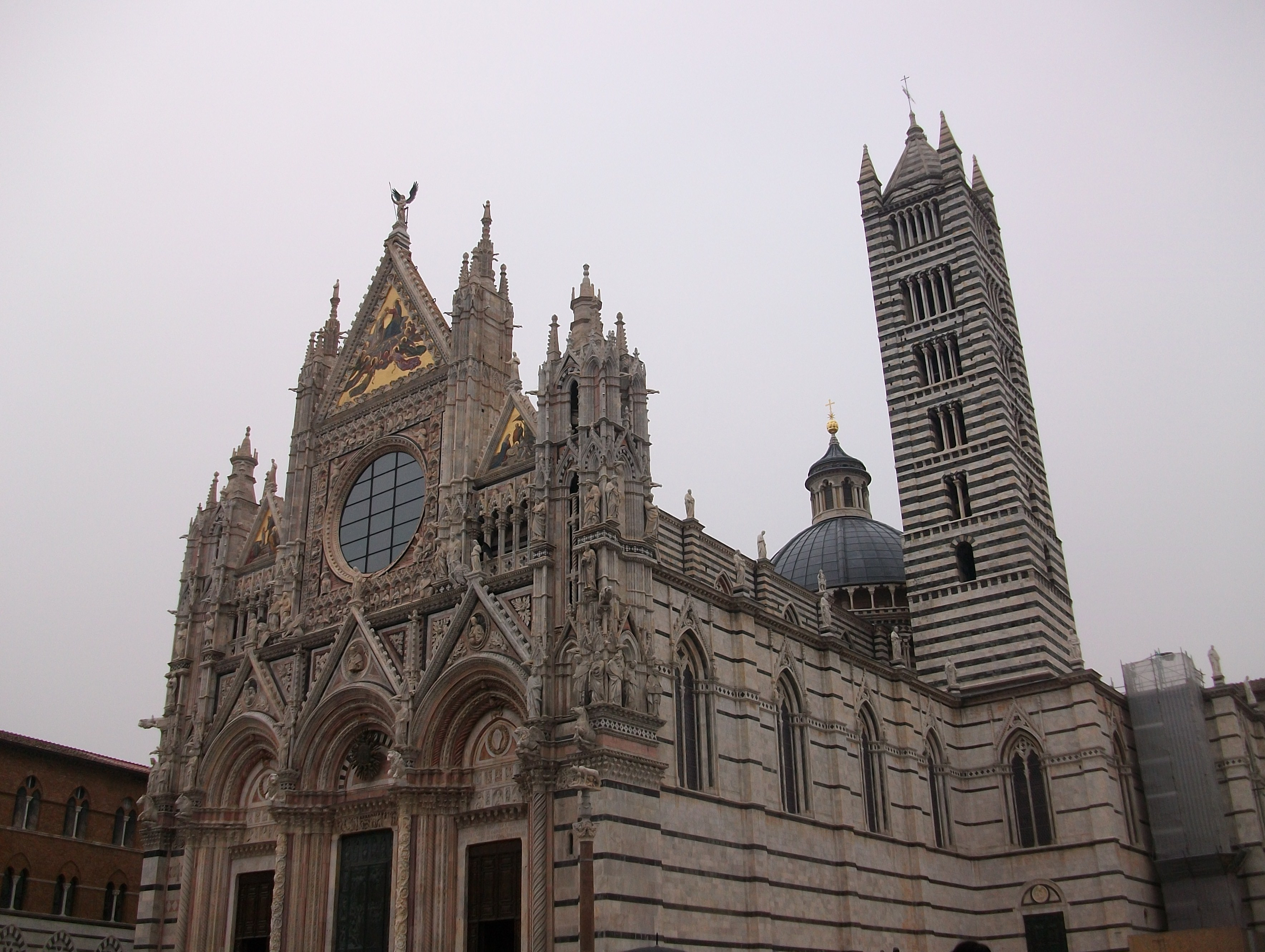
Catedral de Siena (Gótico italiano).
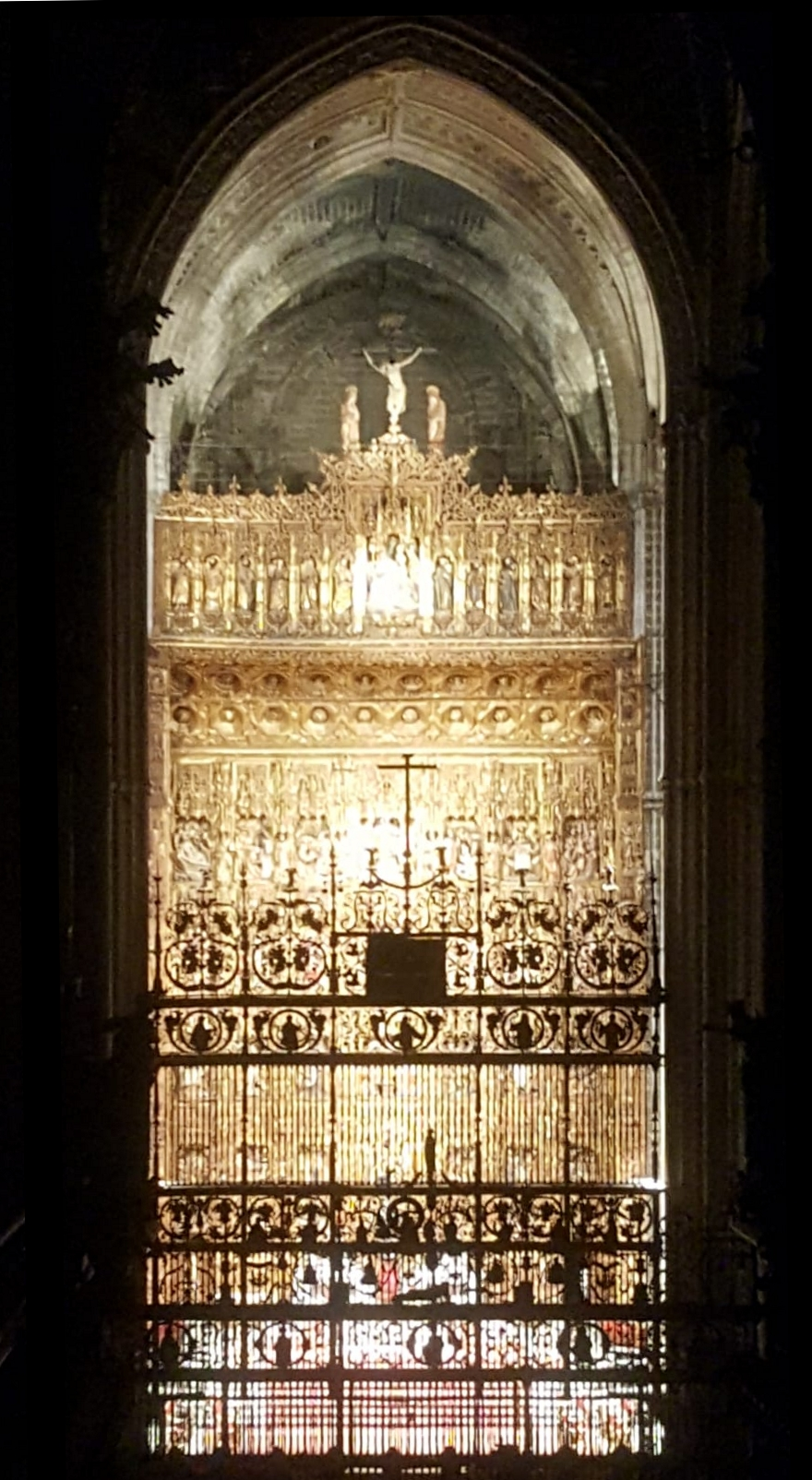
Rejería y altar mayor de la catedral de Sevilla, la mayor (gótica) del mundo.
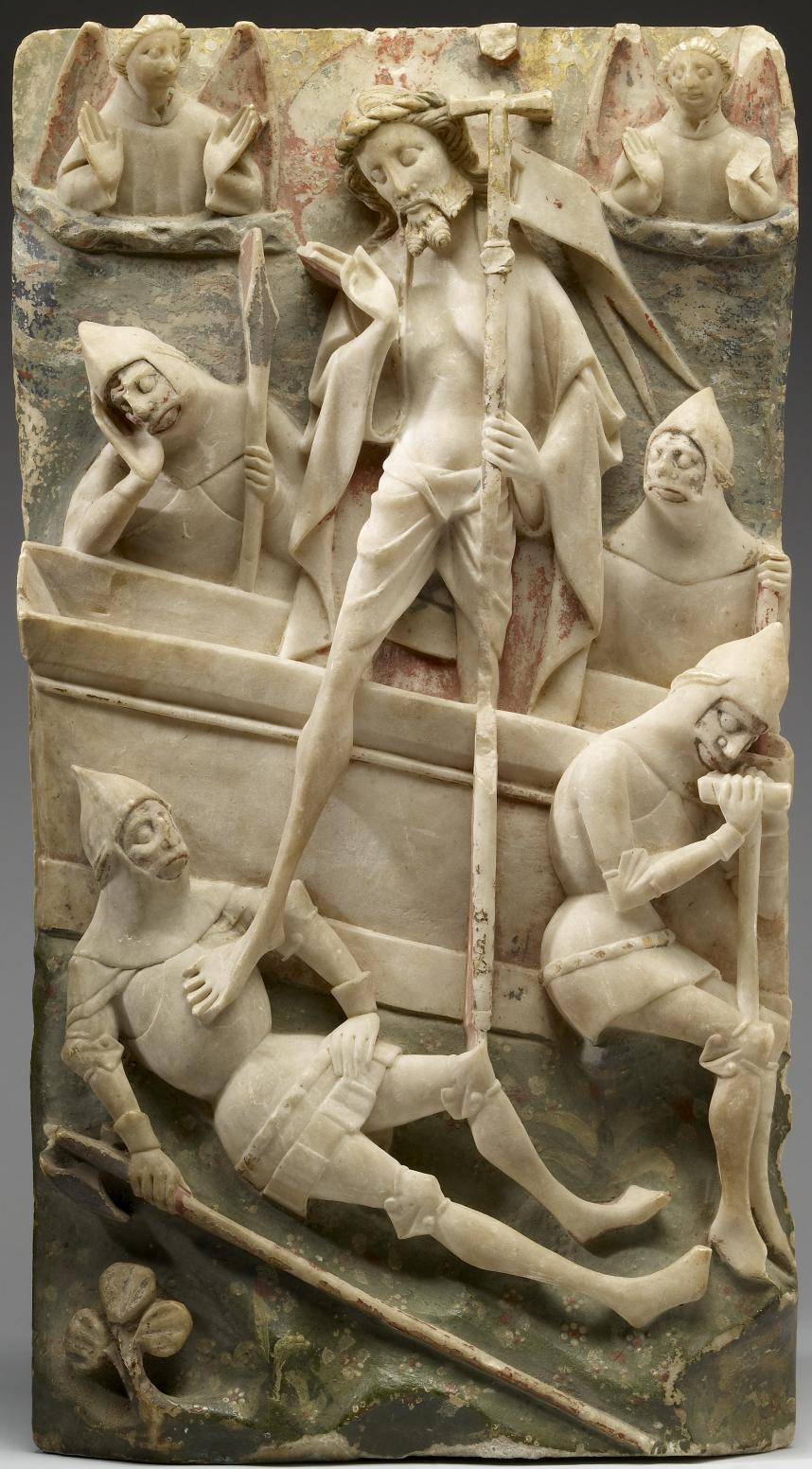
Retablo de la Resurrección de Cristo, con taller y alabastro de Nottingham, 1450–1490.
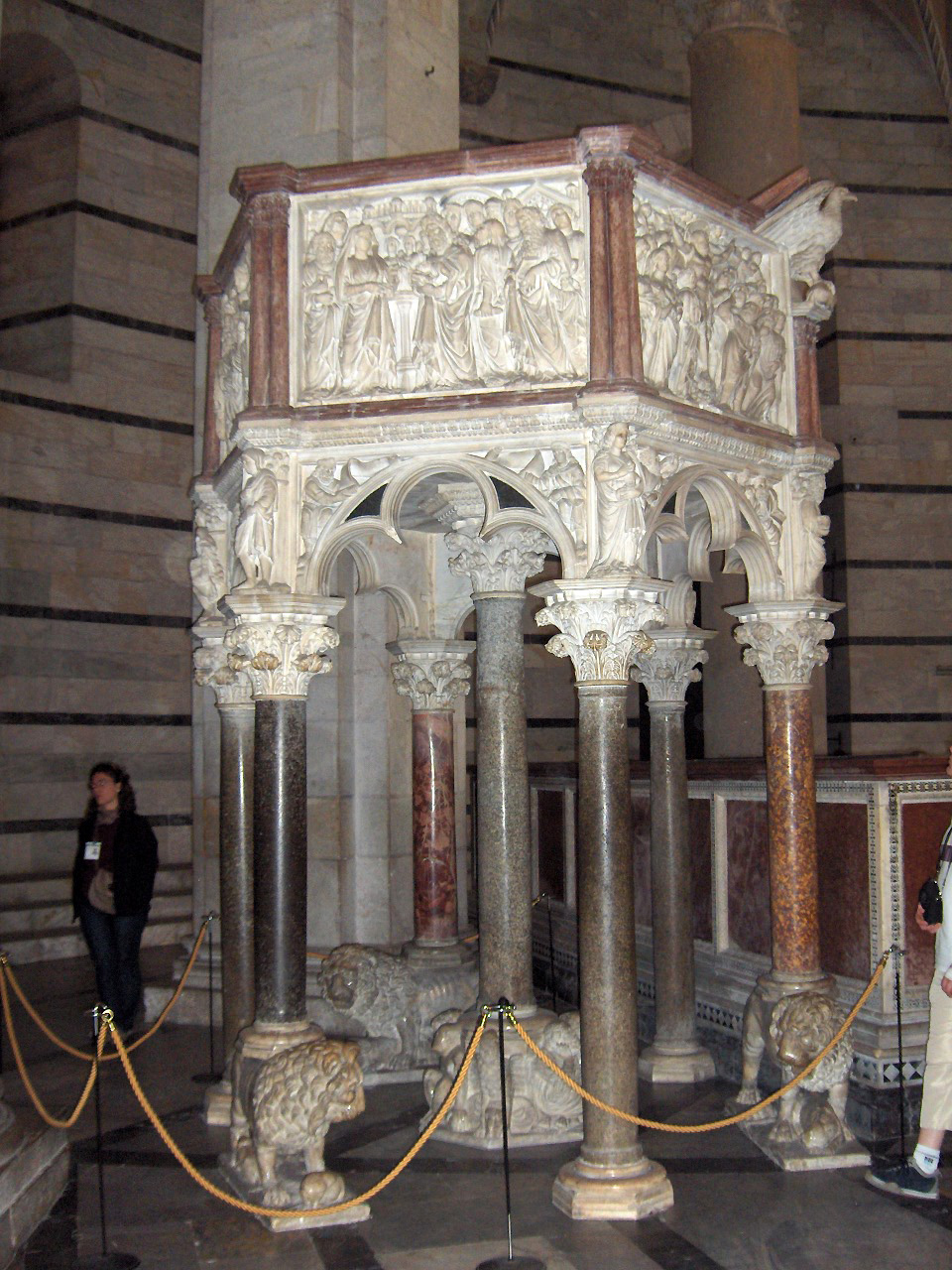
Púlpito del Baptisterio de Pisa, de Nicola Pisano (Gótico italiano).
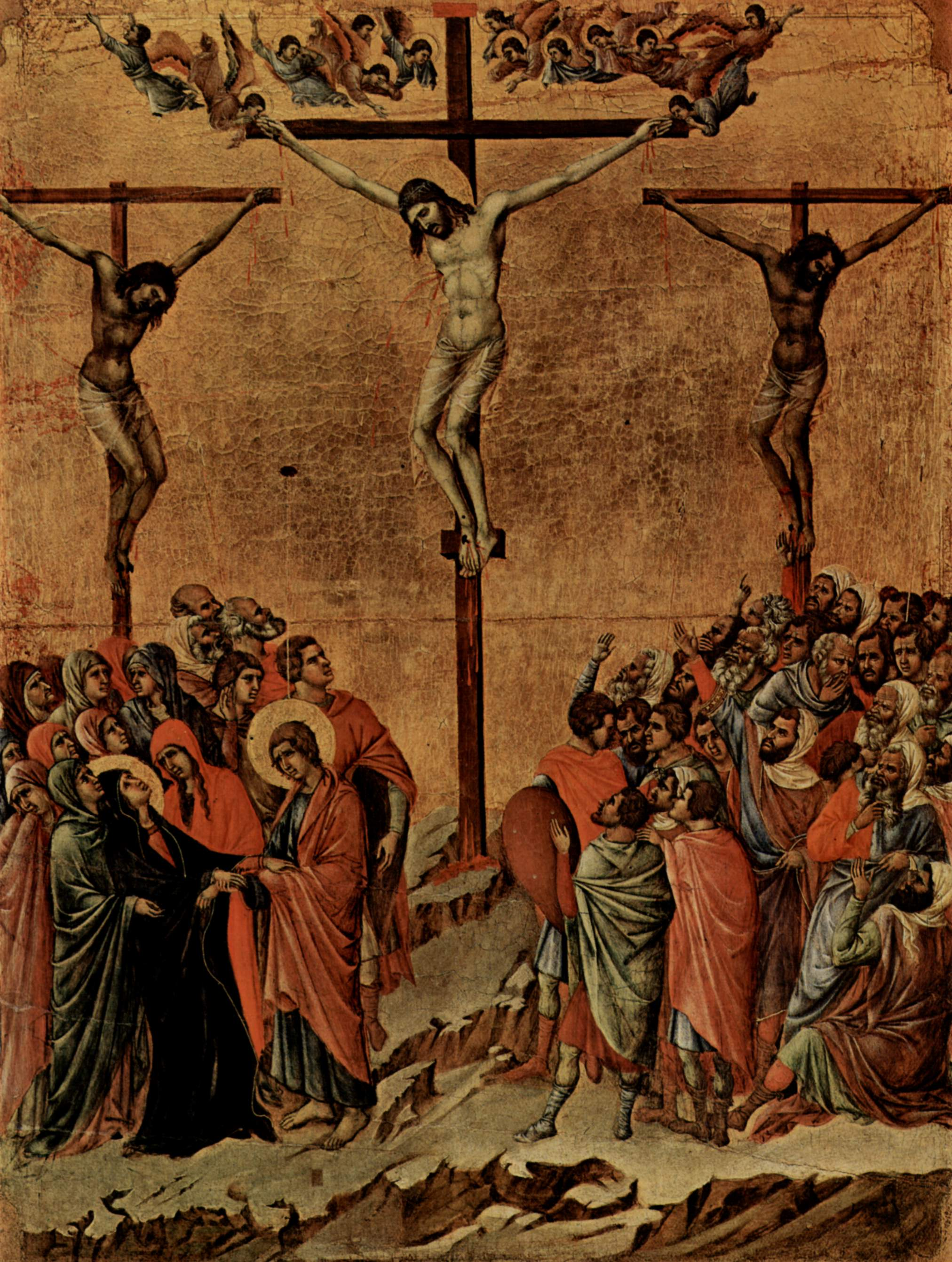
Crucifixión, tabla de Duccio di Buoninsegna (Gótico italiano).
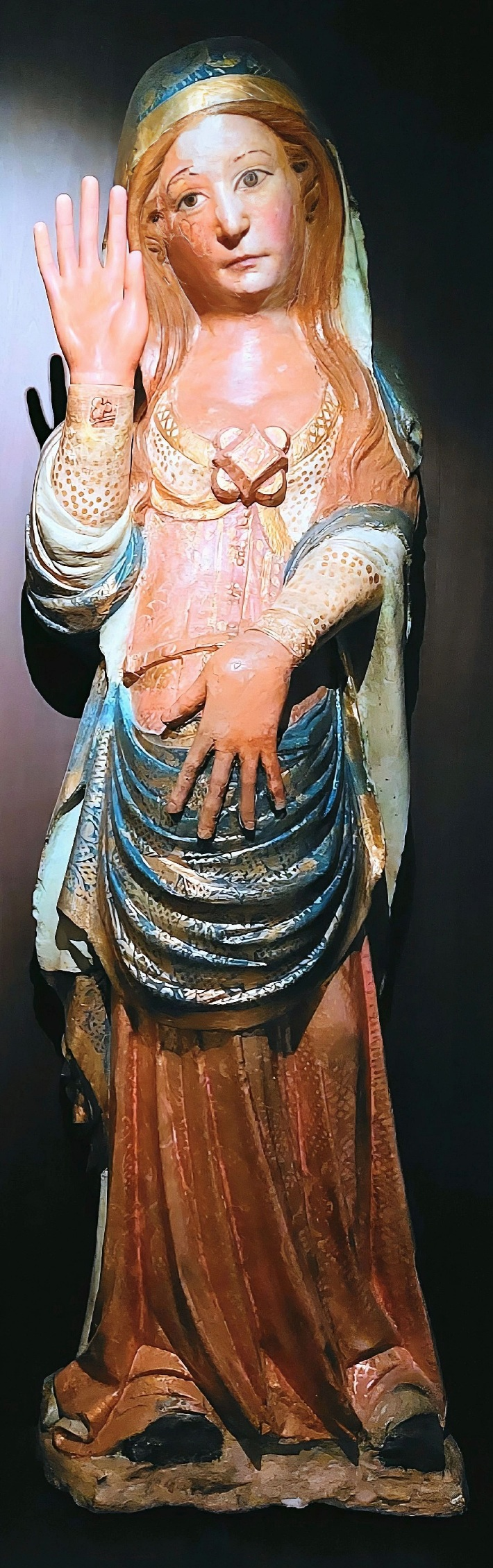
Nuestra Señora de la Preñada, del Maestro Pero (Gótico portugués).

## El neogótico

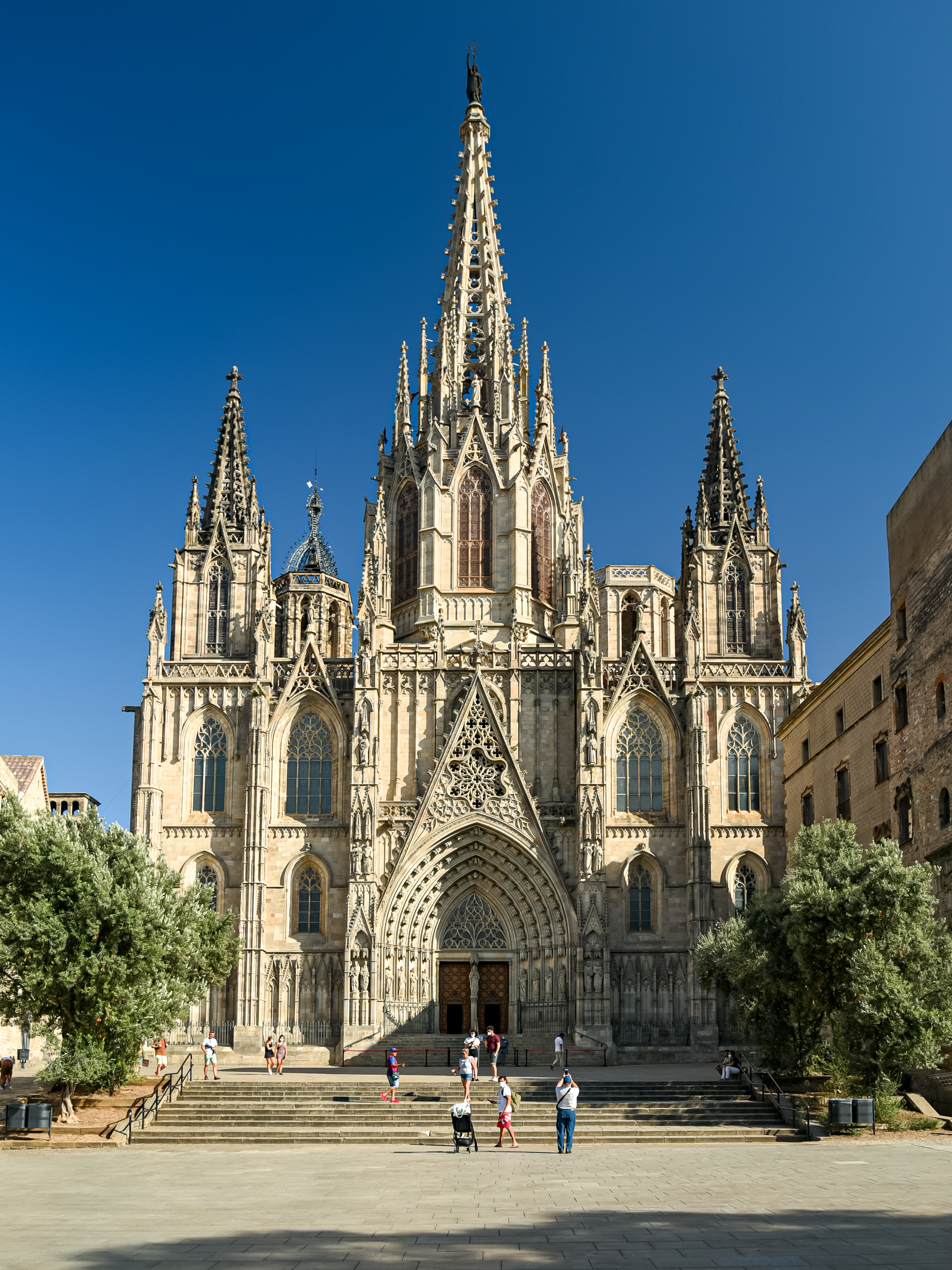
Fachada neogótica de la catedral de Barcelona.

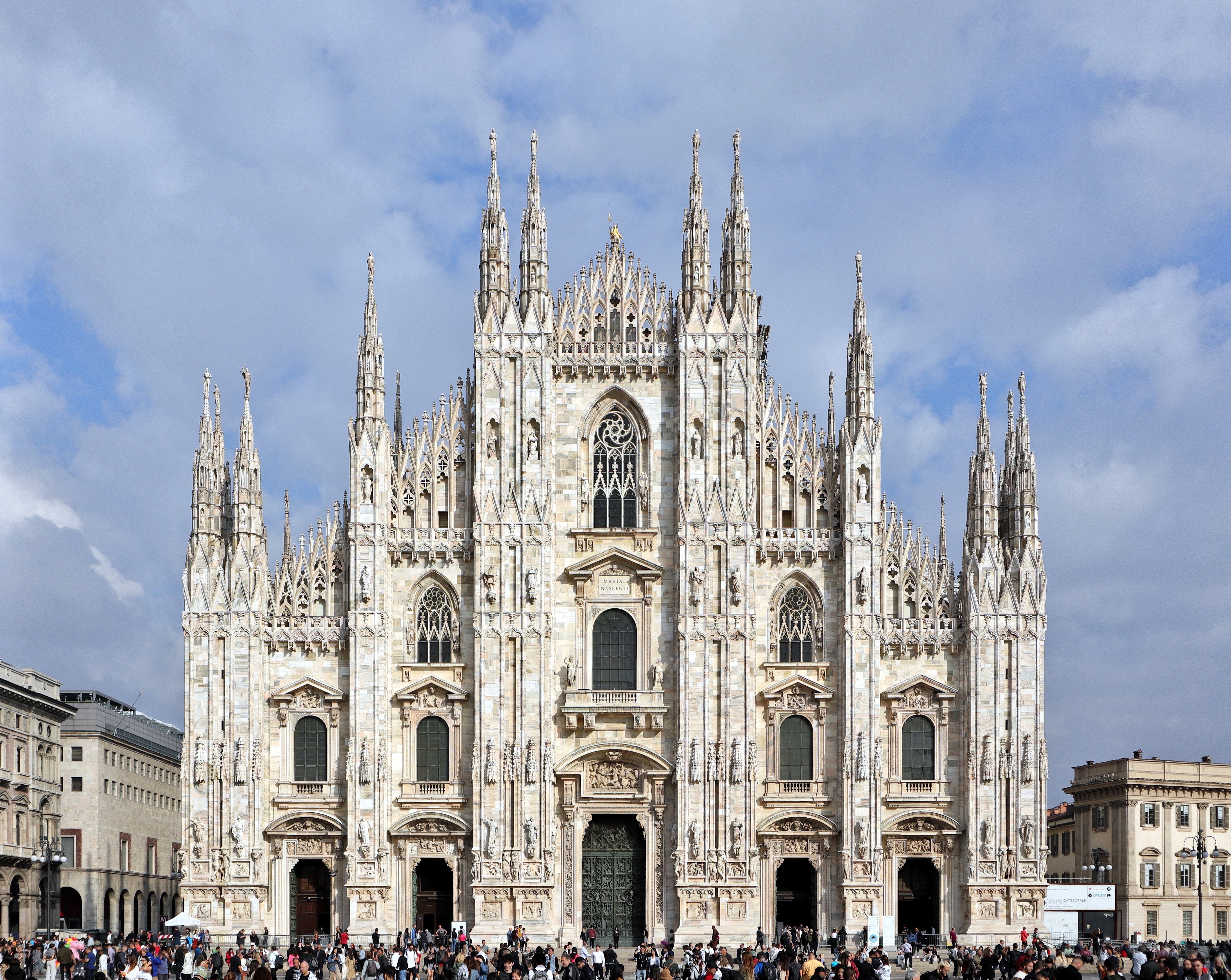
Fachada neogótica de la catedral de Milán.

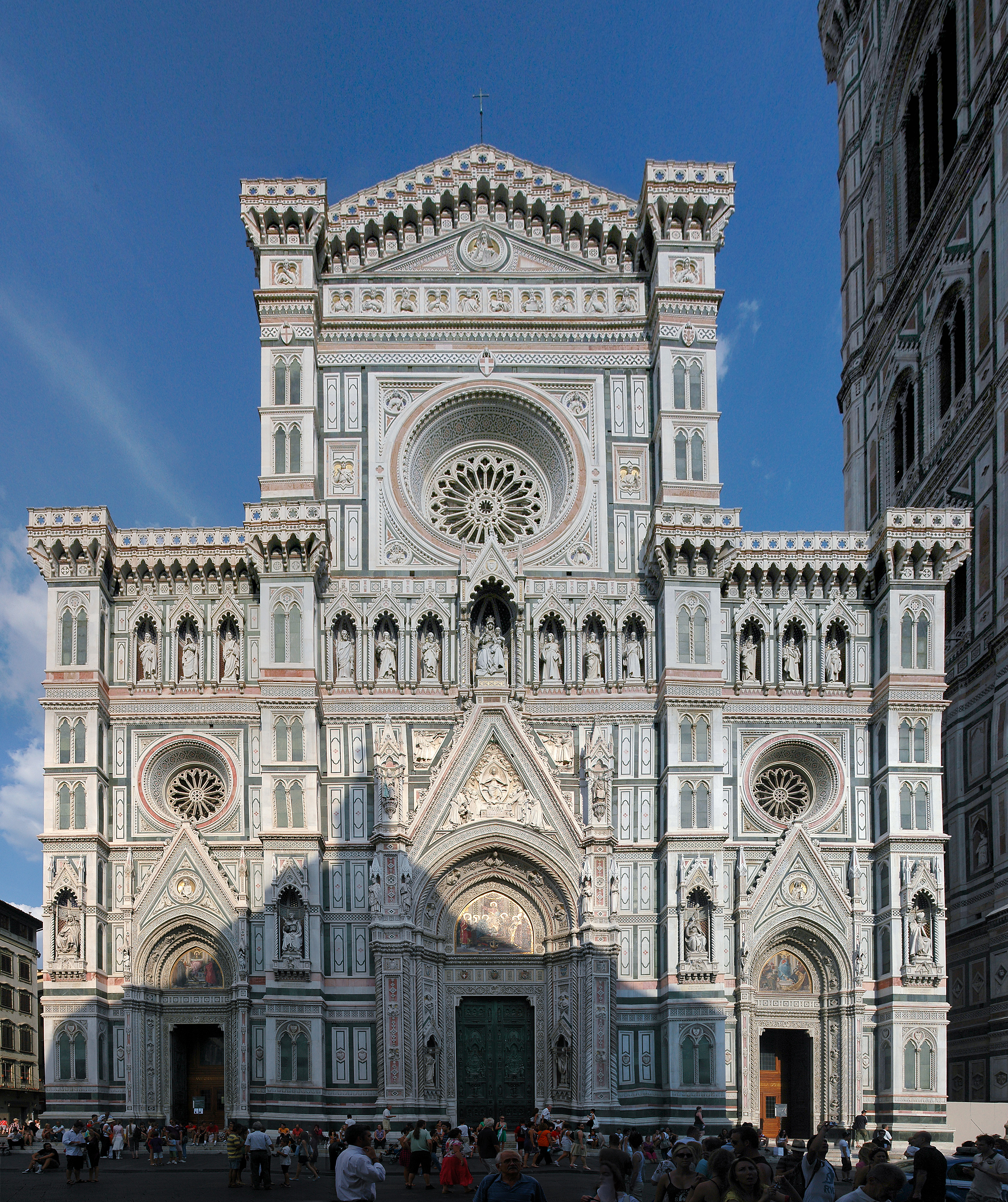
Fachada neogótica de la catedral de Florencia.

En el siglo XIX, el entusiasmo romántico por lo medieval (como reacción frente al neoclasicismo academicista) y el historicismo, llevó a una revalorización de la arquitectura gótica. Se llevaron a cabo amplias restauraciones de edificios medievales, en muchas ocasiones con nuevos añadidos, llegándose a establecer el estilo neogótico, arquitectura realizada a imitación de la gótica medieval. Se sueña a partir de este momento con un renacimiento del arte medieval, llenándose de nuevo contenido al término "gótico" que empieza a distinguirse y separarse claramente del románico. La arquitectura neogótica imita los elementos del gótico original con un ánimo fundamentalmente decorativo, si bien aprovecha y hace uso de las nuevas técnicas constructivas y de los nuevos materiales que comenzaban a emplearse extensamente en las construcciones del siglo XIX. 
Algunos de estos añadidos neogóticos sobre edificios de origen gótico son las fachadas occidentales de las catedrales de Barcelona, Milán y Florencia (1876-1887). 
El diseño original de la fachada de la catedral de Florencia fue solo materializado en su parte baja; después, la construcción fue abandonada. A finales del siglo XVI, esta fachada a medio construir fue demolida y se propusieron varios diseños nuevos, pero ninguno de ellos fue aceptado. La fachada se dejó, por tanto, descubierta hasta el siglo XIX. En 1864 se abrió un concurso para diseñar una fachada nueva y en 1876 comenzaron las obras. La fachada neogótica resultante, finalizada en 1887, fue ejecutada en mármoles blancos, verdes y rosas para armonizar con el resto del templo, el campanario de Giotto y el baptisterio.